# N서울타워
N서울타워(영어: N Seoul Tower)는 대한민국 서울특별시 용산구 용산동2가 남산 정상 부근에 위치한 전파 송출 및 관광용 타워이다. 1969년에 착공하여 1975년 7월 30일 완공되었다. 높이는 236.7m, 해발 479.7m이다. 수도권의 지상파 방송사들이 이 타워를 이용하여 전파를 송출한다. 전망대에서 서울 시내 전역을 내려다볼 수 있으며, 맑은 날씨에 찾는 관광지로 잘 알려져 있다. 
1980년 일반에 공개될 당시의 명칭이자 건축물대장상의 명칭은 서울타워이고, 2000년 방송사 YTN이 인수한 후에 붙인 이름이자 도로명주소상의 명칭은 YTN서울타워이며, 2018년 서울미래유산에 등재될 당시의 명칭은 남산서울타워다. 통상적으로는 일컬어지는 이름 중에는 남산타워가 있다.

## 역사

### 계획 이전
조선시대, 남산 팔각정 옆에는 봉수대가 있고 조선신궁이 있었던 자리다. 1961년 12월, 남산에 전파송신을 위한 75m 탑이 세워졌고, 이어서 세워진 송신탑들이 봉수대의 위치를 차지하였다.

### 건설
1969년 12월, 이들을 대체하기 위해 남산의 현재 위치에 종합송신소를 위한 220m의 송신탑을 세울 계획을 민방협에서 발표하였다. 동아방송, 동양방송, 문화방송의 3개 민간방송의 합작 투자로 설립된 남산타워는 총 233m, 해발 고도 490m로 동양에서 가장 높다고 선전되었다.
1970년에 건설을 시작한 남산타워는 건축가 장종률이 설계한 작품으로 내부 시설은 갖추어지지 않은 상태로 1971년 12월 3일에 완공되었다. 탑이 세워진 곳은 원래 조선신궁이 있었던 자리로, 철거하면서 공터로 있다가 안전기획부 청사 등이 세워지면서 같이 세워진 것이다.

### 개장 및 기타
1975년 8월까지 3층의 전망대와 방송국 송신실, 박물관, 공개홀, 기념품점 등이 들어섰고, 이때에 대한건축사협회에서 개최하는 한국건축전에서 입상을 하였다. 완공 후 체신부에서 인수하여 전망대 사용을 금지하다가 1980년 10월 15일, 처음으로 일반에 개방하였고, 이후 서울의 명소로 자리 잡았다.
뉴스 전문 방송국 YTN이 1999년 12월, 체신공제조합으로부터 인수하였다. 2005년 4월 YTN이 CJ그룹 계열사 CJ푸드빌에 개·보수 계약을 맺었고, 같은 해 12월 공사가 완료되어“서울타워”에서 “N서울타워”(정식 이름은 “YTN서울타워”)로 이름을 바꾸어 현재에 이른다.
남산 YTN서울타워는 전 세계 여행 전문가 평가와 독자 선호도 조사로 뽑은 세계 500대 관광지에 올랐으며 500위중에 342위에 올랐다.
2015년 11월 16일에 파리 테러를 추모하기 위해 프랑스 국기 조명이 비춰졌다.
2015년 12월 18일 YTN에서 N서울타워 옛 본관동 건물에 복합문화공간인 서울타워플라자를 개장하였다.
2022년 2월 27일 타워를 비추는 우크라이나 국기가 있다.

## 전망탑

### 높이
N서울타워는 지상 8층이다. 지하로는 1층까지 있다.
이 구조물은 다음과 같은 높이를 갖고 있다.
- 안테나/첨탑 높이: 236.7m (해발 480m)이다.
- 지붕 높이: 279m이다.
- 최상층 높이: 239m이다.
- 남산 해발고도: 243m이다. (해발 고도 479.7m)
- 전망대 높이: 212m이다.

1975년 완공 당시 대한민국에서 가장 높은 탑이 되었다. 1985년 여의도에 63빌딩이 완공되면서 N서울타워의 해발을 제외하면 63 빌딩이 가장 높다. 서울에서 해발 높이로 가장 높은 위치에서 높은 전망대를 가지고 있으며, 이는 오는 2016년 잠실에 롯데월드타워가 완공되었고 N서울타워의 해발 높이인 480미터보다 높다.

### 특징
대한민국 또는 서울을 대표하는 랜드마크 탑이고 방송용 송신탑 겸 전망탑이라고 한다. 철따라 그 자태가 다르게 보이고 새롭게 느껴지며 독특한 대자연의 아름다움을 간직한 90만평의 넓고 쾌적한 남산 위에 우뚝솟아 있는 서울타워는 그 높이가 해발 480미터에 달해 서울 전경을 한눈에 볼 수 있다. 상가에서 타워 전망대로 올라갈 수 있다. 밤에는 대기 상태에 따라 다양한 색상의 불빛이 들어온다. 황사 주의보나 초미세먼지 주의보 발령 시 빨간색, 초미세먼지 농도 20㎍/㎥ 이하로 공기 질이 좋은 날은 파란색, 이외의 날에는 시시각각 변하는 조명을 사용한다. 또한 '세계 헌혈자의 날'에 빨간색 조명을 사용하는등 특정 기념일에는 색상이 바뀌기도 한다.

### 운영시간
남산서울타워는 365일 연중무휴로 운영하며, 전망대 운영시간은 평일 12:00~22:00, 주말/공휴일 11:00~22:00이다.

## 관광 명소
많은 관광객들이 남산 케이블카를 타고 산을 올라간다. 남산타워까지 걸어가, 이 탑은 국가 상징물이자 도시 경관으로 유명하다. 남산(243m 또는 797ft)에 236.7m(777ft)의 탑이 있다. 매년 수천 명의 관광객과 현지인을 끌어 당긴다. 특히 타워에 불이 들어오는 야간에는 더욱 그렇다. 사진 작가는 타워가 제공하는 탁 트인 전망을 즐긴다. 매년 약 840만명이 N서울타워를 방문한다. N서울타워는 남산공원 과 남산골 한옥마을 등 한국이 제공하는 많은 명소들로 둘러 싸여 있다. 방문객은 어린이, 노인, 십대, 성인과 같은 단체에 따라 유료로 탑을 올라갈 수 있다. 요금은 패키지 및 그룹 크기에 따라 다르다. N서울타워는 N로비, N플라자, N타워 등 세 부분으로 구분된다. N플라자는 2층으로 구성되어 있으며 N타워는 4층으로 구성되어 있다.
N로비에는 N기프트, N Sweetbar, BH스타일, 살아있는 박물관, Memshot, 간호실, 정보부스, 카페 및 전망대 입구가 있다. N Plaza에는 2층이 있다. 1층에는 티켓부스, N테라스, N기프트, 햄버거 가게가 있다. 2층에는 이탈리안 레스토랑인 Place Dining과 "Loves of Locks"이있는 Roof Terrace가 있다. N타워는 1층, 2층, 3층, 5층의 4층으로 구성되어 있다. 또한, N서울타워에는 4개의 전망대가 있다. 선물 가게와 2곳의 레스토랑도 존재한다. 서울의 대부분을 정상에서 볼 수 있다. N서울타워는 두 번째 격자 전송 타워다. 이 타워에는 32인치 LCD 화면을 통해 한국의 역사를 보여주는 360도 파노라마 보기가 있는 디지털 전망대가 있다. 이것은 N타워의 3층에 있다.
2008년 테디 베어 뮤지엄(Teddy Bear Museum)이 타워에서 개장하였으며 개막식을 축하하기 위해 7미터 높이의 크리스마스 트리를 300마리의 곰과 함께 만들었다. 서울의 과거, 현재, 미래의 곰 인형과 청계천, 명동, 동대문 등 서울의 명소에서 곰 인형을 전시하고 있다.
2011년 11월 서울시가 실시한 약 2천명의 외국 관광객 설문 조사에서 16%는 타워 울타리에 이름 붙여진 자물쇠를 사랑의 상징으로 매달린 것이 서울에서 가장 좋아하는 활동이라고 밝혔다. 이 명소는 NPlaza의 2층, Roof Terrace에 있다. "사랑의 자물쇠"는 사람들이 영원한 사랑을 상징하는 자물쇠를 매는 대중적인 장소이며 많은 이유로 한국의 TV쇼, 드라마 및 영화에 그려져 있다.
N Tower에는 디지털 전망대 및 Wishing Pond와 같은 다양한 명소가 있다. 기원 연못은 타워의 2층에 있으며, 사람들은 동전을 영원한 사랑을 바라는 연못에 던진다. 동전은 중국과 동남아시아, 특히 저개발 지역의 학교 개발을 돕기 위해 수집 및 기부된다. 3층에는 2011년에 새롭게 디자인된 전망대가 있다. 전망대는 도시의 360도 시야를 제공할 뿐만 아니라 36개의 LCD 화면을 통해 600년의 한국 역사를 보여준다. 5층에는 N그릴(N Grill)이라는 프랑스 레스토랑이 있다.
서울의 대기질이 45일 이하인 날에는 석양에서 23시(겨울 22시)까지 푸른 빛이 비춰진다. 2012년 봄, 타워는 52일 동안 불이 붙었는데, 이는 2011년보다 4일 더 늘어난 것이다. 타워는 최신 LED 기술을 사용하여 방문객에게 '가벼운 예술'을 통해 디지털 문화 예술 경험을 제공한다. N서울타워는 "빛의 갈대"와 "빛의 샤워"를 비롯한 다양한 쇼를 선보인다.
2012년 서울시 조사에 따르면 외국인 관광객은 N서울타워를 관광 명소로 선정했다. N서울타워는 이제 서울의 상징이기도 하다.

## 시설
N서울타워의 층수는 P0, P1, P2, EZ, T1, T2, T3, T5로 총 8개 층으로 되어있다. P는 플라자의 약자이며 출입구와 약간의 상가로 구성되어있다. EZ는 익스프레스 존의 약자이며 흰색 기둥부분을 가리킨다. T는 타워의 약자이며 전망대와 스낵코너, 그리고 식당으로 구성되어 있다. 지하 1층에서 지상 5층까지는 서울타워 플라자의 시설이 있고 5층부터 타워 1층에서 타워 5층까지는 N서울타워의 시설이 있다. 남산 케이블카도 유명하다./가 있는 구역은 일반인의 출입이 금지된 구역이다.
전파 송출용 시설뿐 아니라 전망대, 케이블카, 식당, 전시관, 기념품점, 카페 등이 설치되어 있다. 전망대 부분에 위치한 식당은 바닥이 48분마다 360°회전하는 것으로 유명하다.
| 층수            | 시설 | 비고 |
| --------------- | --- | --- |
| 타워 7층 (27층) | 엔그릴/기계실 | 양식당 '엔그릴'이며 이곳에서는 개성과 인천의 관측도 가능하다. 특히 이곳은 48분당 한바퀴를 도는 형태로 되어있다. |
| 타워 5층 (25층) | 전망대, N기프트, N포토, 위니비니                                                                                  | 입구에서 촬영한 사진을 확인 및 구매할 수 있는 N포토와 상행 엘리베이터가 있다.                                   |
| 타워 4층 (24층) | 전망대, 돈룩업, 하늘 화장실, 투썸플레이스                                                                         | 투썸플레이스와 하행 엘리베이터가 있다.                                                                          |
| 타워 3층 (23층) | 한쿡 | 한식당 '한쿡'이 위치해있다.                                                                                     |
| 타워 2층 (7층)  | 루프테라스, 더 플레이스 다이닝                                                                                    | 루프테라스, 더 플레이스 다이닝이 있다.                                                                          |
| 타워 1층 (6층)  | 티켓부스, 두루미, N버거, N테라스, N기프트, 투썸플레이스, 더필름                                                   | N으로 시작하는 명칭들이 있다.                                                                                   |
| 5층             | 전망대 가는 길, 안내데스크, N기프트, N스위트바, 투썸플레이스, 화장실                                              | N으로 시작하는 명칭들이 있다.                                                                                   |
| 4층             | 게임플라자, 3D체험관, 바디프렌즈라운지, 화장실                                                                    | 게임방, 미디어 시설 등이 있다.                                                                                  |
| 2층             | 육첩반상, 방태막국수, 부엉이돈까스, 시나본, 화장실                                                                | 식당과 화장실이 있다.                                                                                           |
| 1층             | 스타벅스, 공차, 프로포즈 계단, 사랑의서약 사진기, 올레드 터널, 올레드 파노라마, GS25, BHC치킨, 애니누들, 맘스터치 | 커피집, 식당, 화장실도 있다.                                                                                    |
| 지하 1층 (로비) | K STAR SHOP | K-POP아이돌 굿즈샵이 위치해있다.                                                                                |

## 방송 송신 시설
N서울타워는 라디오 및 텔레비전 방송 및 통신 타워로 사용된다.

### 텔레비전 방송
| 회수 | 방송명  | 호출 부호 | 권한                   | 방송 지역 |
| ---- | ------- | --------- | ---------------------- | --------- |
| 6    | SBS TV  | HLSQ-TV   | SBS                    | 수도권    |
| 7    | KBS 2TV | HLSA-TV   | 한국방송공사 (KBS)     | 수도권    |
| 9    | KBS 1TV | HLKA-TV   | 한국방송공사 (KBS)     | 수도권    |
| 10-1 | EBS 1TV | HLQL-TV   | 한국교육방송공사 (EBS) | 수도권    |
| 10-2 | EBS 2TV | HLQL-TV   | 한국교육방송공사 (EBS) | 수도권    |
| 11   | MBC TV  | HLKV-TV   | 문화방송 (MBC)         | 수도권    |

### 라디오 방송
| 회수      | 방송명   | 호출 부호 | 권한 | 방송 지역 |
| --------- | -------- | --------- | ---- | --------- |
| 96.7 MHz  | 국방FM   | HLSE-FM   | 2 kW | 수도권    |
| 99.1 MHz  | 국악방송 | HLQA-FM   | 5 kW | 수도권    |
| 101.3 MHz | tbs eFM  | HLSW-FM   | 1 kW | 수도권    |

## 대중문화

### 드라마
- 2002년 드라마 《명랑소녀 성공기》
- 2005년 드라마 《안녕, 프란체스카》
- 2005년 드라마 《내 이름은 김삼순》
- 2007년 드라마 《마녀 유희》
- 2009년 드라마 《꽃보다 남자》
- 2009년 시트콤 《지붕 뚫고 하이킥》 1화 외 다수
- 2010년 드라마 《제빵왕 김탁구》 17회
- 2013년 드라마 《미래의 선택》
- 2013년 드라마 《맏이》
- 2014년 드라마 《별에서 온 그대》 16회
- 2014년 드라마 《풀 하우스》
- 2015년 드라마 《센세이트(센스8)》
- 2015년 드라마 《디데이》 3회
- 2016년 드라마 《엄마》
- 2016년 드라마 《내 딸, 금사월》 40회
- 2016년 드라마 《W》
- 2016년 드라마 《푸른 바다의 전설》 6회
- 2017년 드라마 《크리미널 마인드: 국제범죄수사팀》 시즌2 4회
- 2017년 드라마 《힘쎈여자 도봉순》 2회
- 2017년 드라마 《쌈 마이웨이》 1회
- 2017년 드라마 《조작》
- 2017년 드라마 《한국인 자기야》
- 2017년 드라마 《화유기》
- 2018년 드라마 《훈남정음》
- 2019년 드라마 《리갈 하이》
- 2020년 드라마 《머니게임》
- 2020년 드라마 《편의점 샛별이》
- 2020년 드라마 《여신강림》 15회, 16회
- 2021년 드라마 《시지프스 : the myth》

### 영화
- 2000년 영화 《공포택시》
- 2008년 영화 《미인도》
- 2009년 영화 《홍길동의 후예》
- 2012년 영화 《인류멸망보고서》
- 2013년 영화 《클라우드 아틀라스》
- 2013년 영화 《열한시》
- 2016년 영화 《부산행》
- 2016년 영화 《마스터》
- 2017년 영화 《콜로설》
- 2017년 영화 《리얼》
- 2017년 영화 《강철비》
- 2017년 영화 《꾼》
- 2017년 영화 《1987》
- 2018년 영화 《버닝》
- 2018년 영화 《인랑》
- 2025년 영화 《케이팝 데몬 헌터스》

### 애니메이션
- 2007년 애니메이션 《메이플스토리》
- 2010년 애니메이션 《내 친구 해치》 13화 '푸른 눈의 제자'
- 2015년 애니메이션 《오버워치》 오버워치 티저 "우리는 오버워치" 편
- 2016년 애니메이션 《패밀리 가이》 시즌 14 에피소드 10
- 2017년 애니메이션 《미키마우스》 단편 애니메이션 "사랑에 잠긴(Locked in Love)" 편[18]
- 2019년 애니메이션 《심슨 가족》

### 웹툰
- 2006년 웹툰 《26년》
- 2018년 웹툰 《신석기녀》
- 2021년 웹툰 《어느날 갑자기 서울은》

### 게임
- 2010년 게임 《스타크래프트 II: 자유의 날개》 (금속도시)
- 2015년 게임 《상하이 애니팡》 (월드투어 에피소드 16 "세계의 중심 서울" (스테이지 301 ~ 스테이지 320))
- 2015년 게임 《레인보우 식스 시즈》 (목멱타워)
- 2018년 게임 《서울 2033》 (핵 전쟁 이후 모습)

### 예능
- 2008년 코미디TV 예능 프로그램 《동상이몽 금발이 너무해》 10회
- 2009년 MBC 예능 프로그램 《무한도전》 159회 여드름 브레이크 편 외 다수
- 2010년 SBS 예능 프로그램 《런닝맨》 6회 (일요일이 좋다 138회)
- 2017년 JTBC 예능 프로그램 《한끼줍쇼》 45회
- 2017년 MBC 예능 프로그램 《어서와~ 한국은 처음이지?》
- 2020년 MBC 예능 프로그램 《구해줘! 홈즈》

### 뮤직비디오
- 폴 아웃 보이 - 피닉스

## 갤러리

### 내부

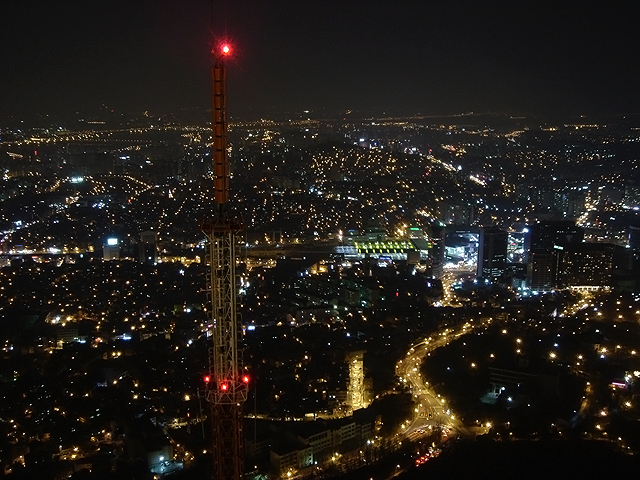
N서울타워에서 바라본 서울
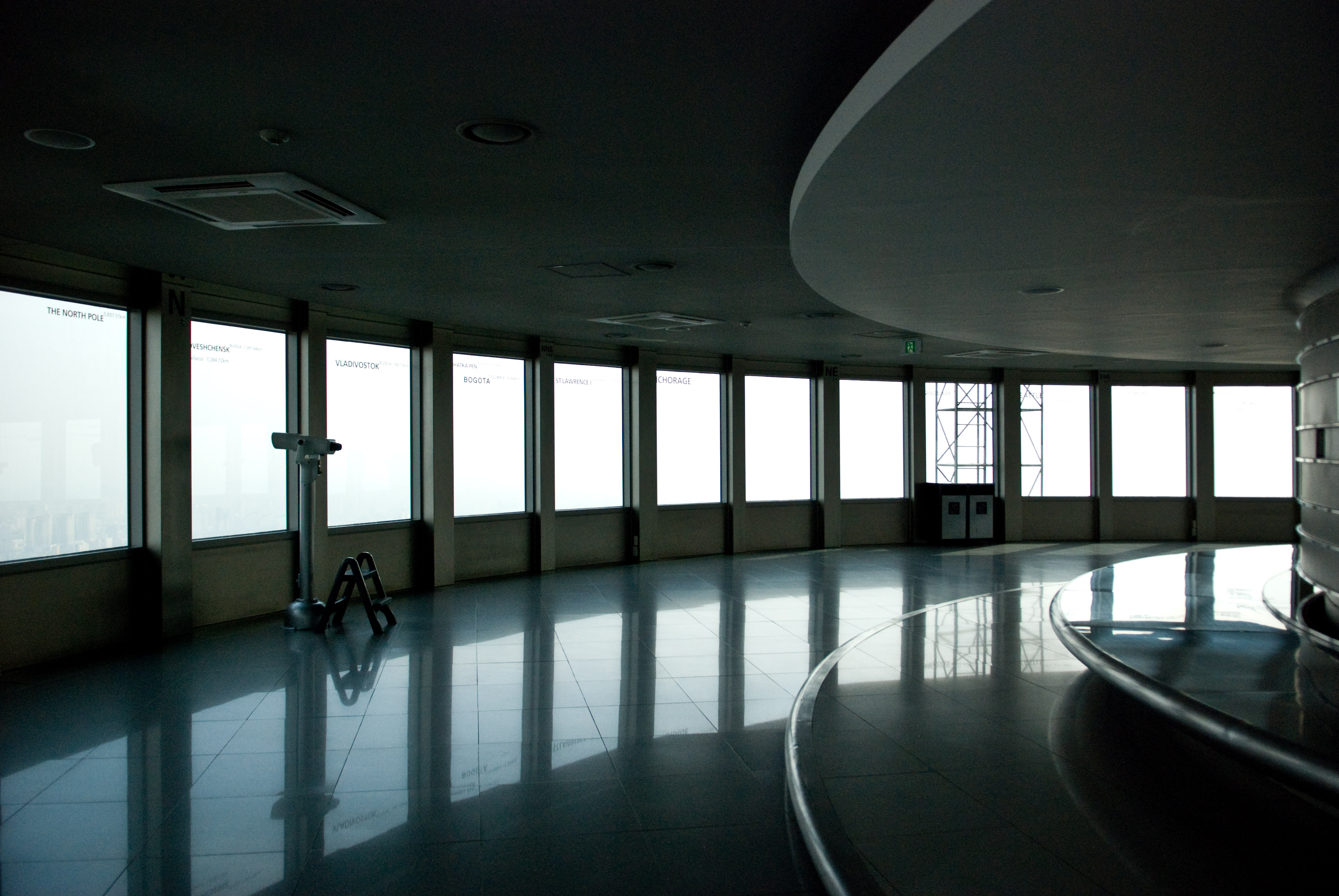
N서울타워 전망대 내부
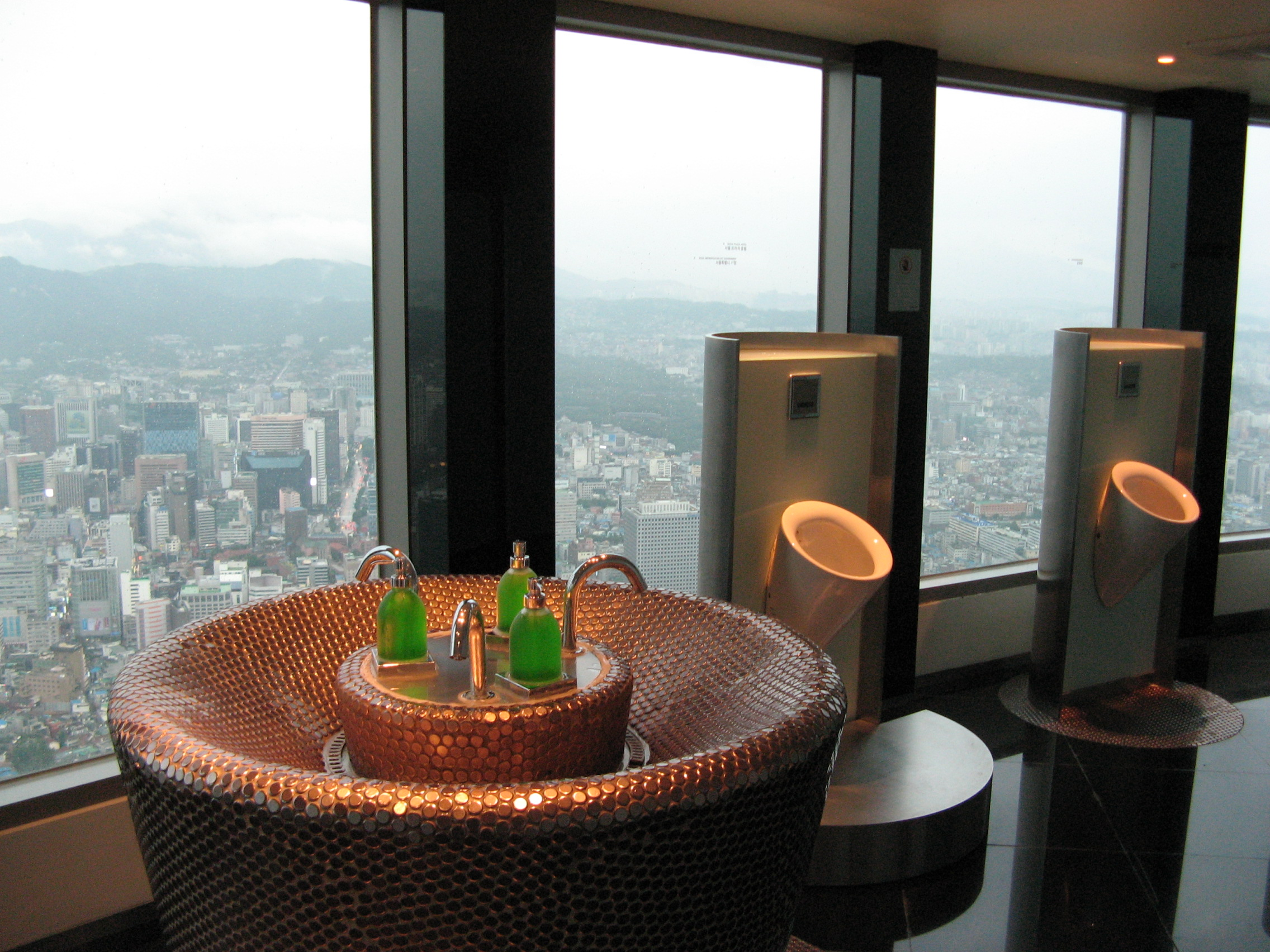
N서울타워 전망대 내 남자 화장실 모습

### 전경

전경
전경
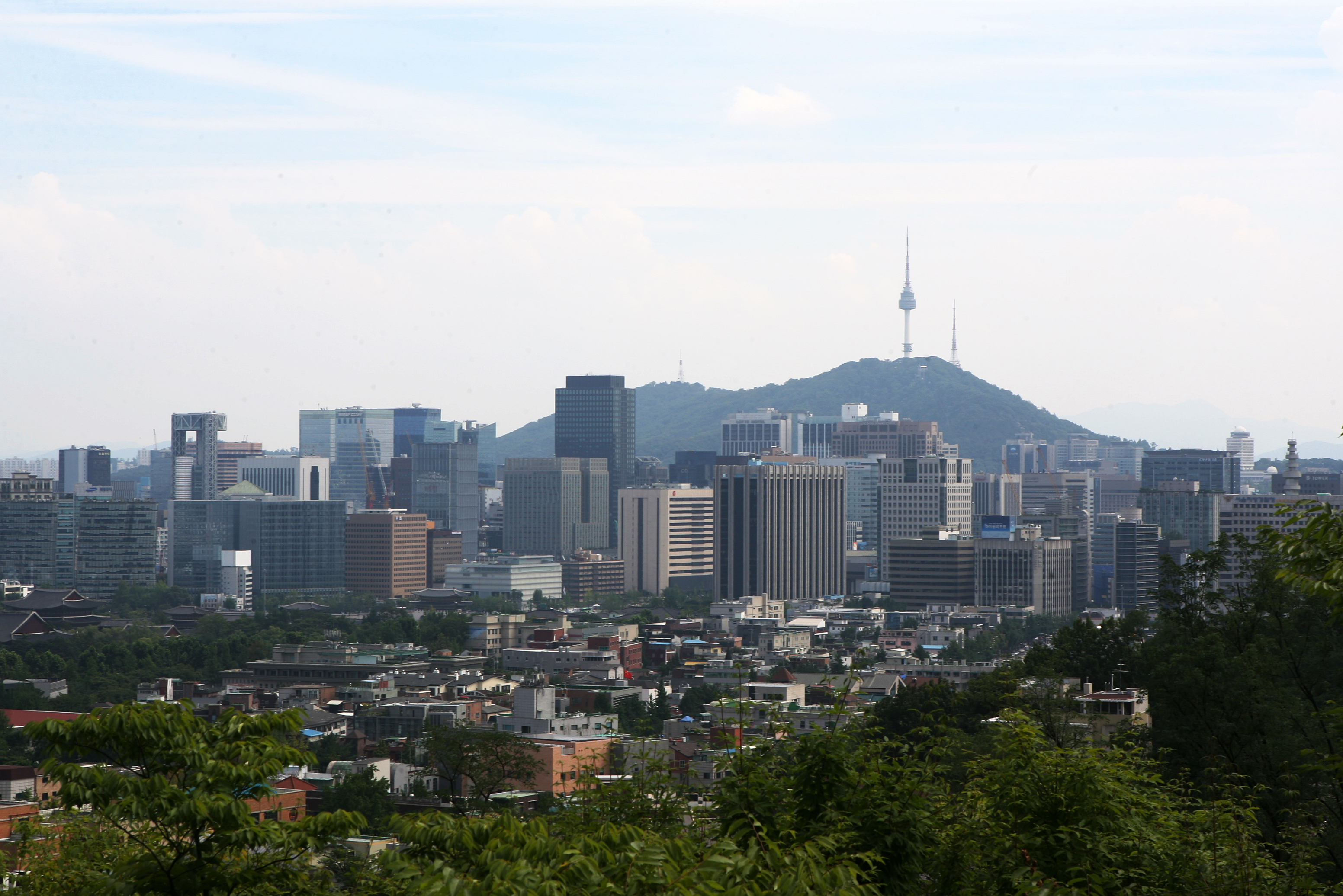
전경
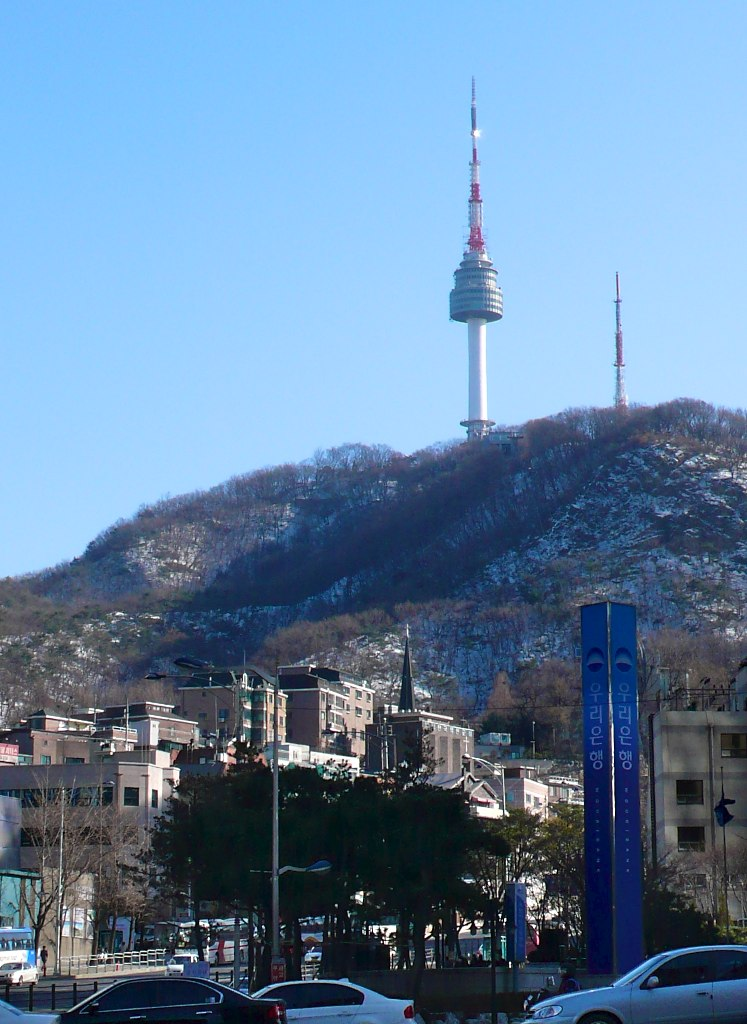
전경
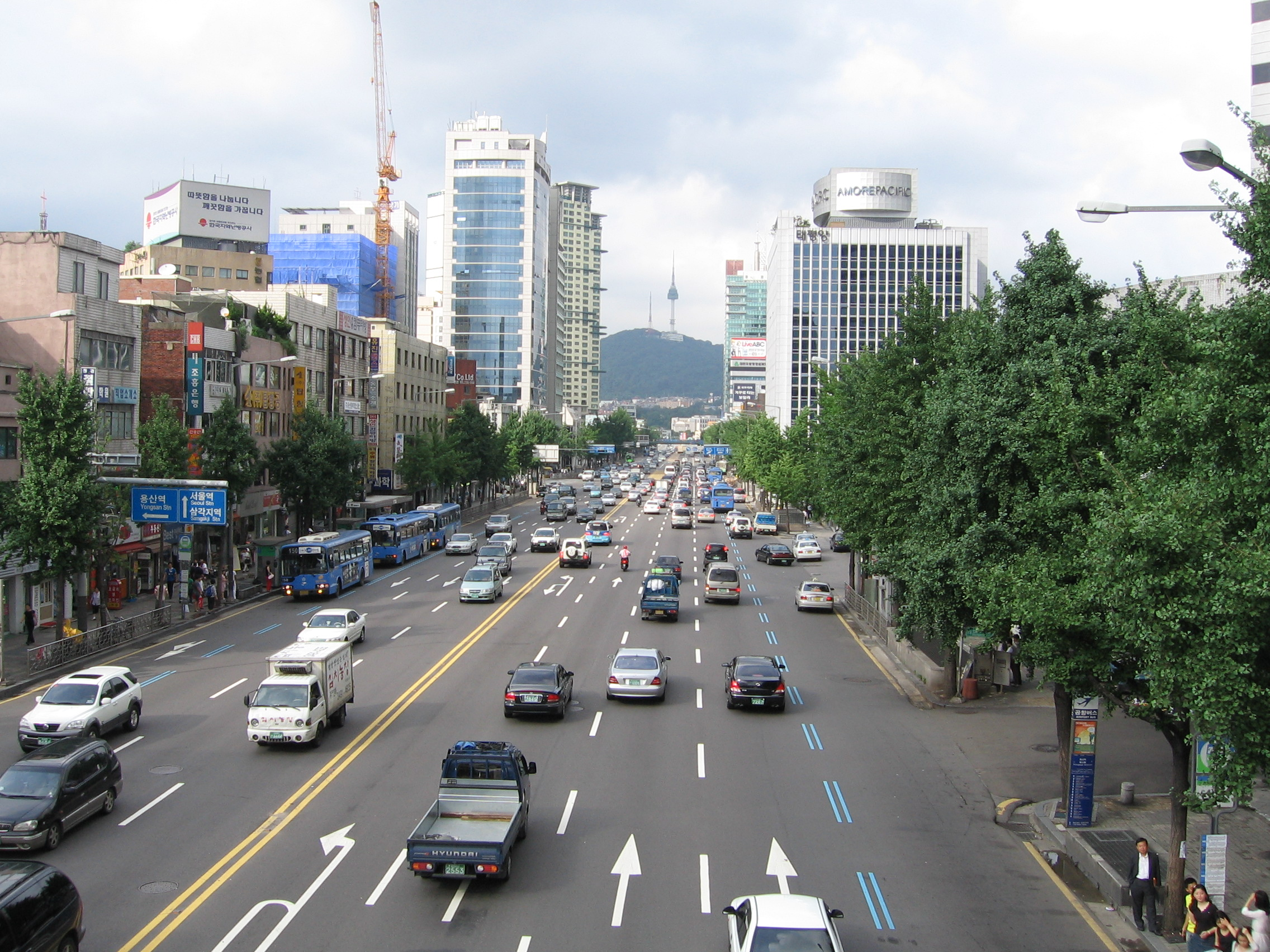
전경
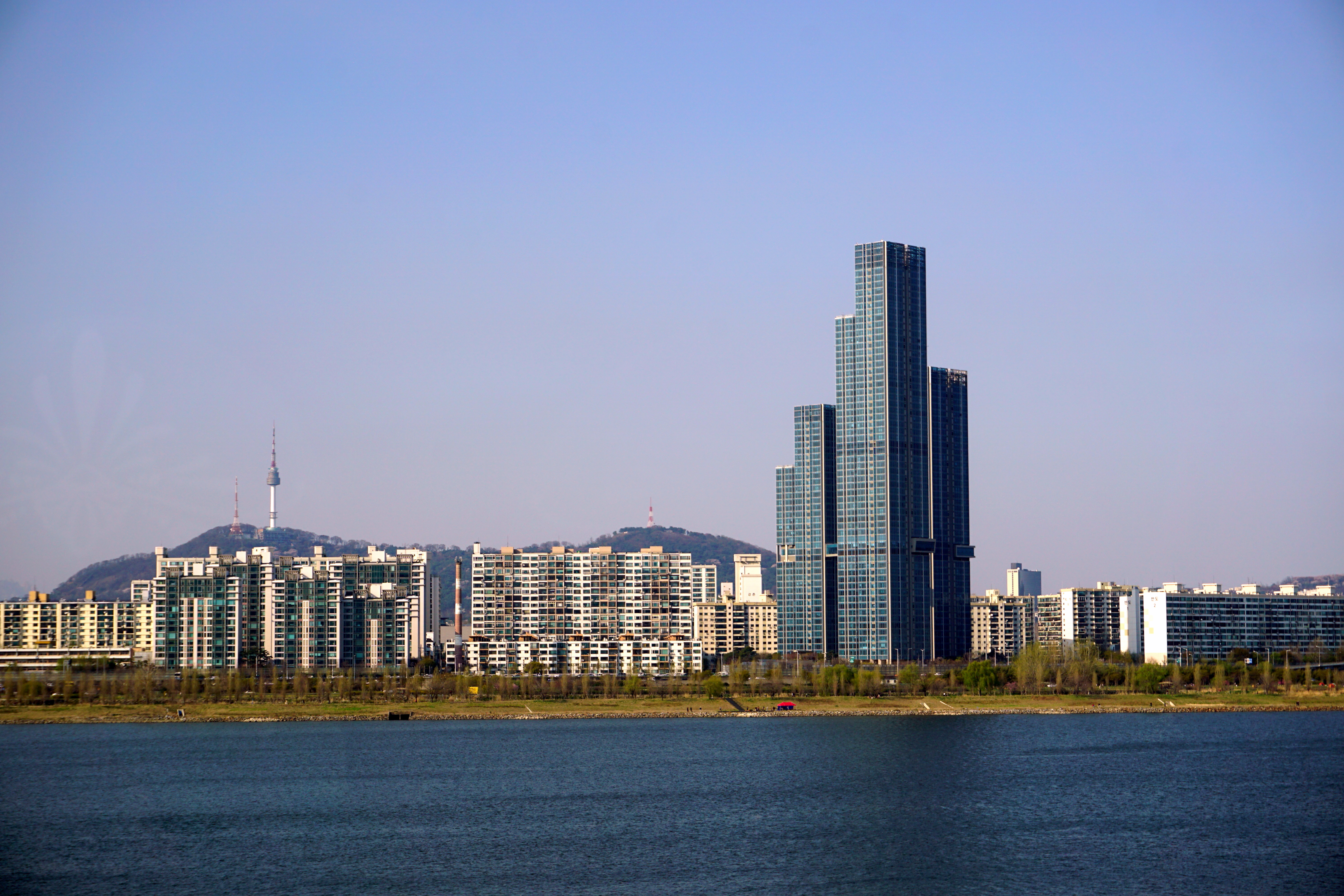
전경
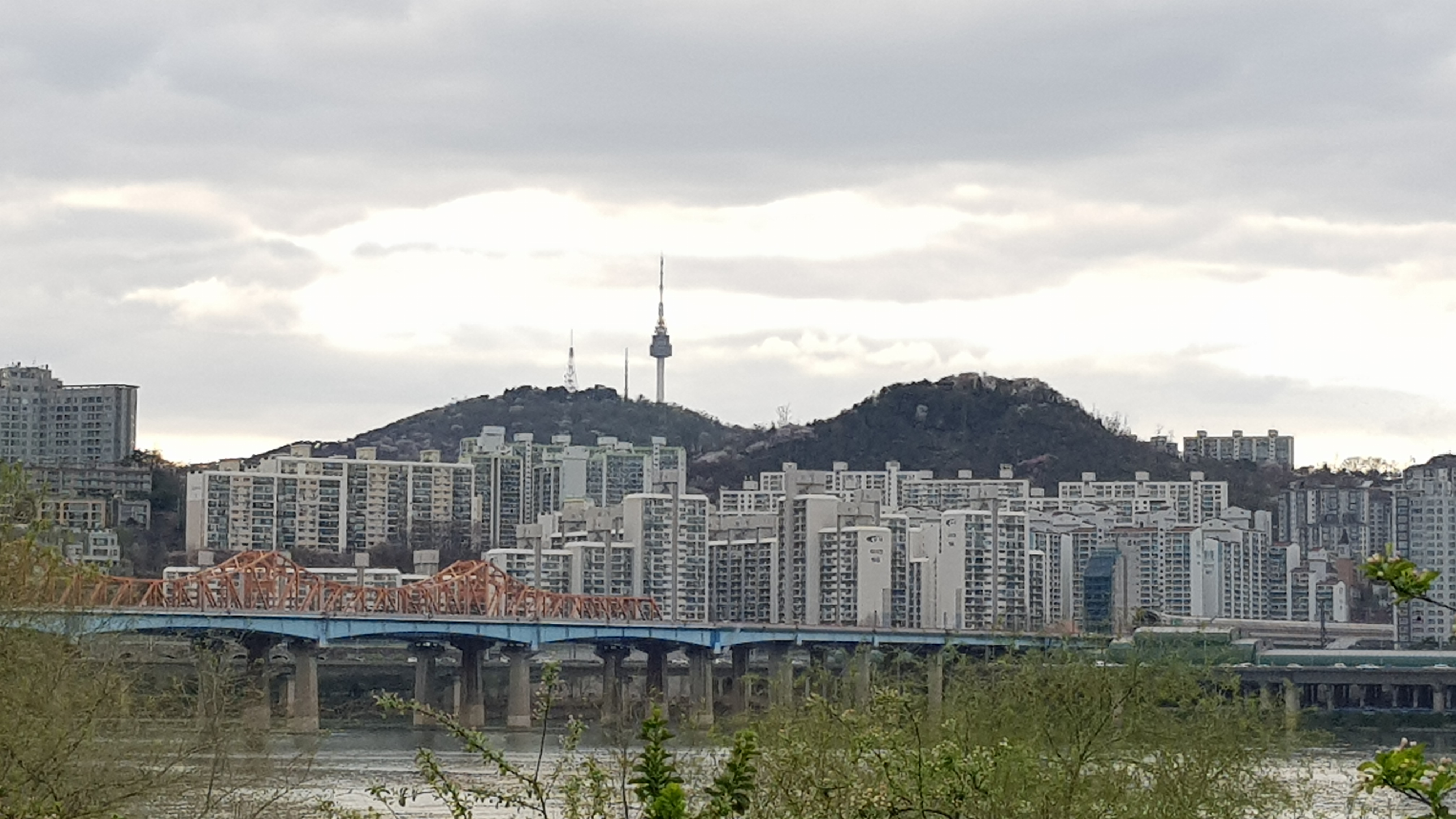
전경
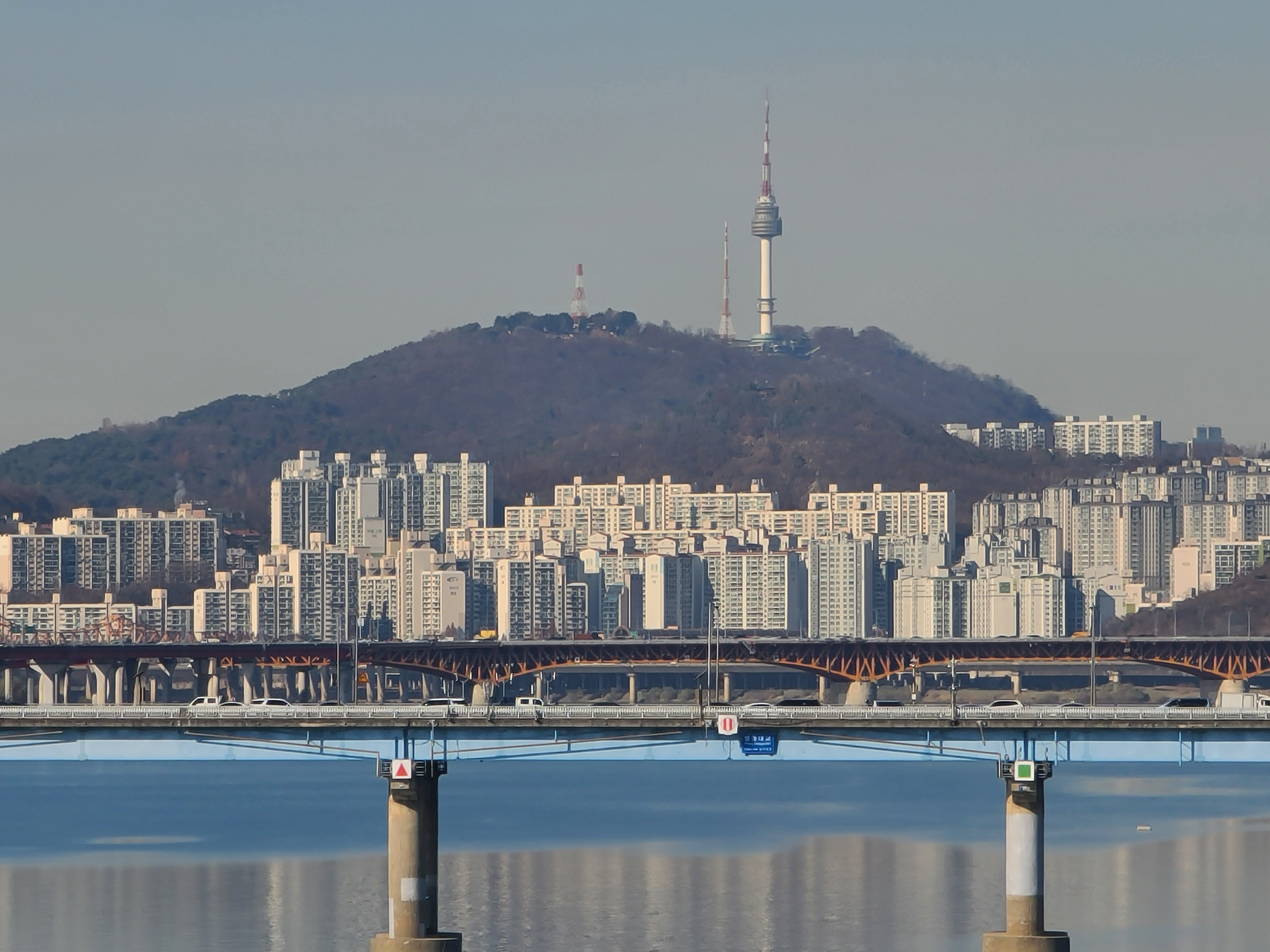
전경
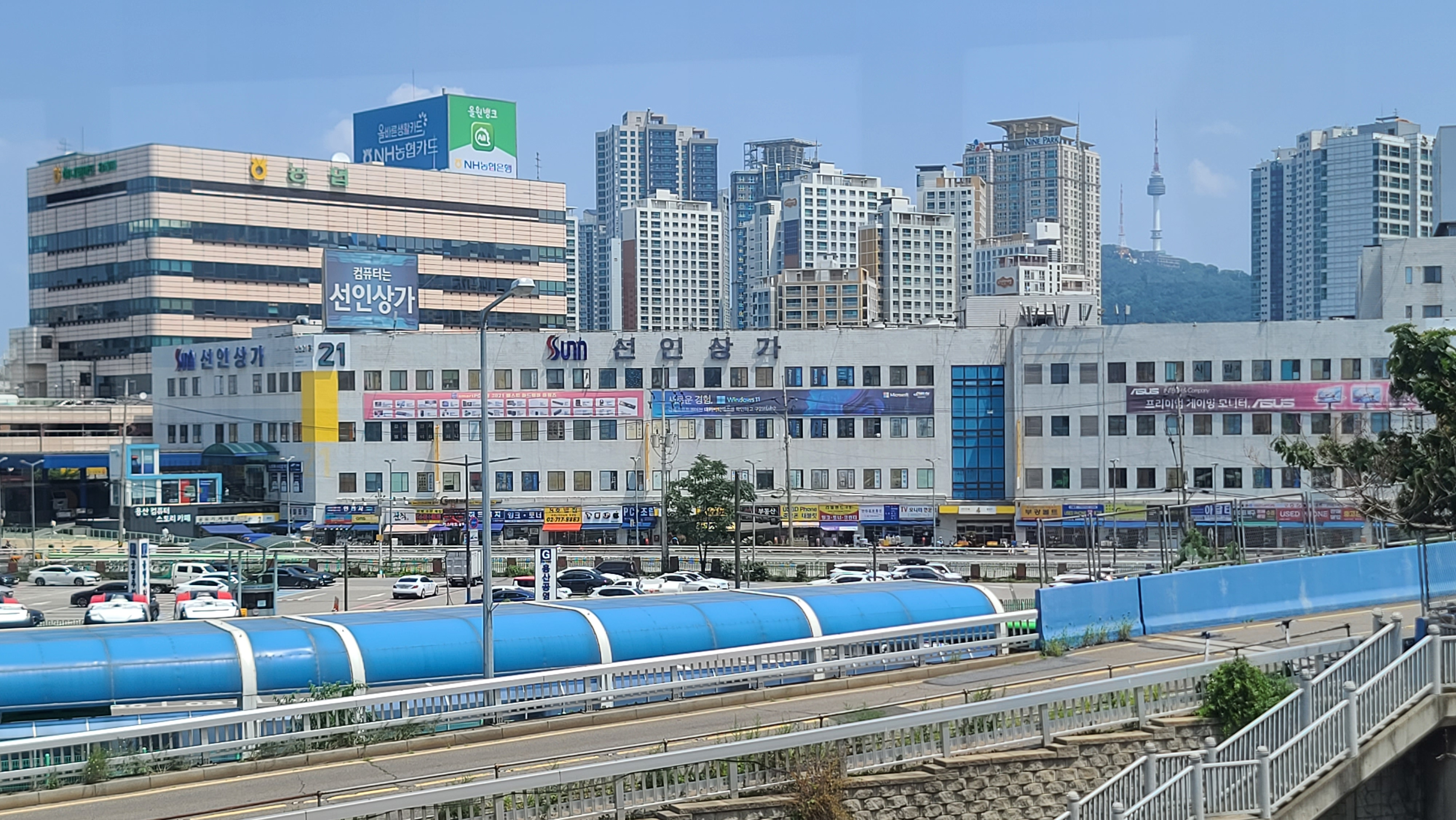
전경
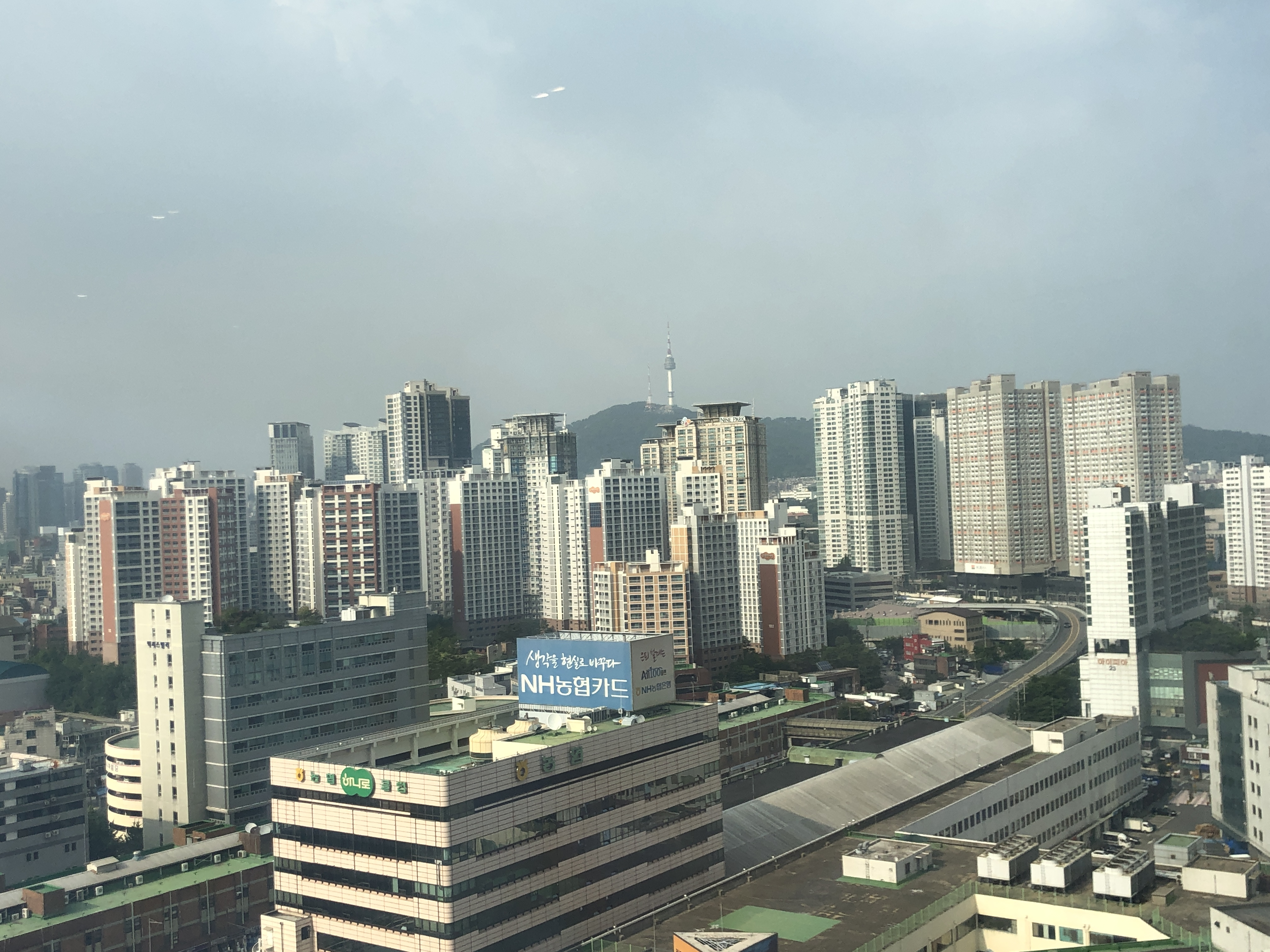
전경
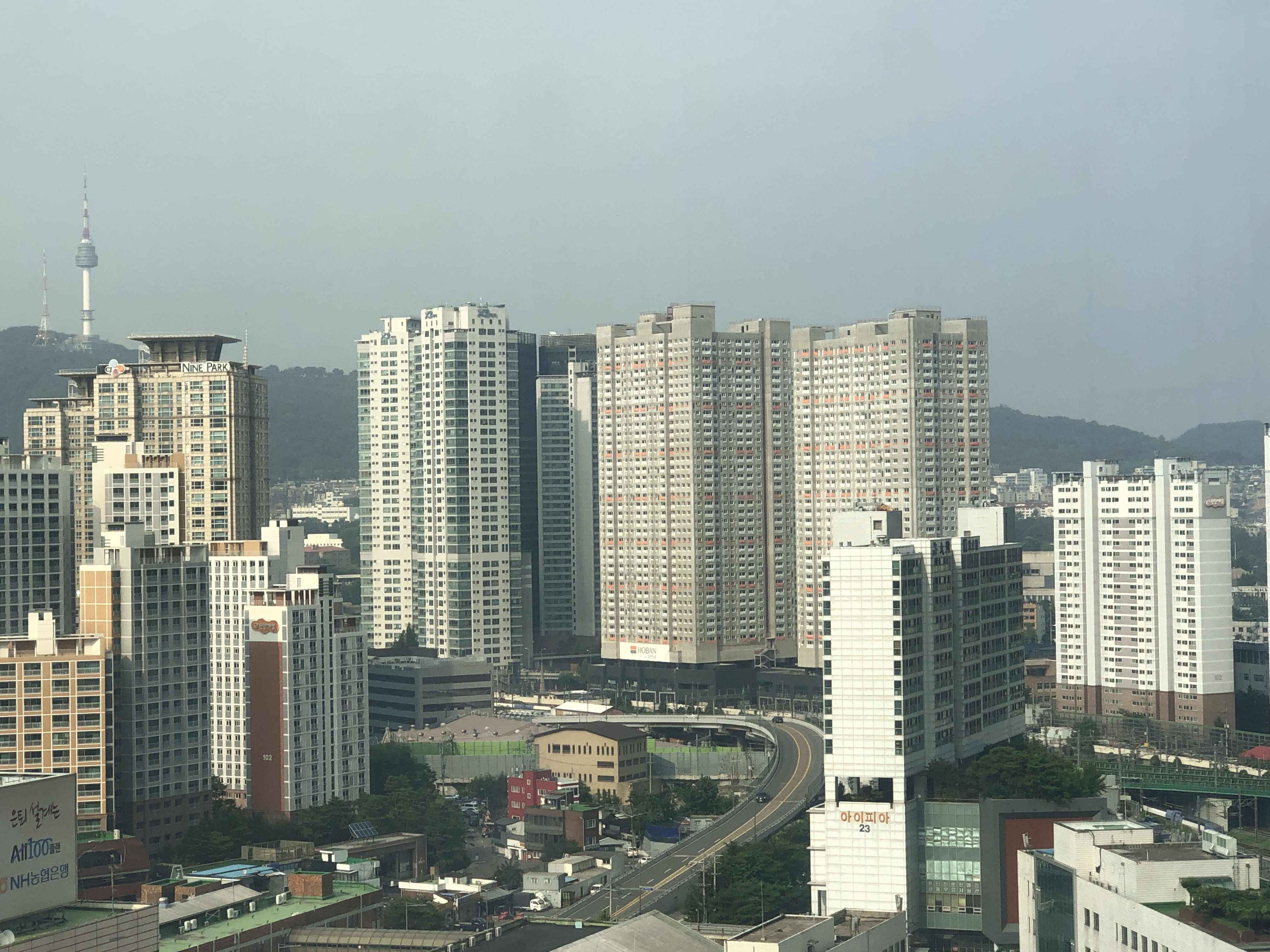
전경
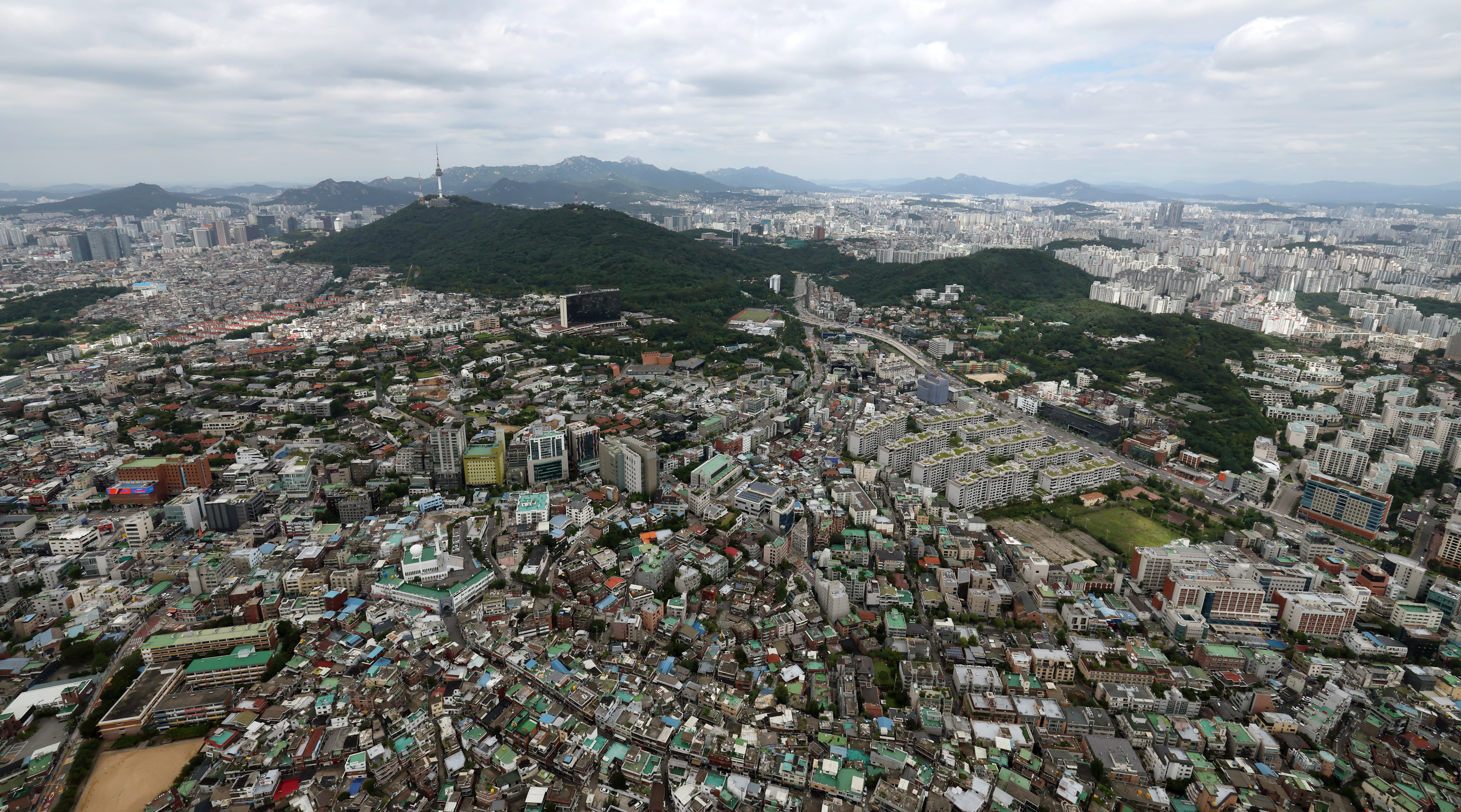
전경
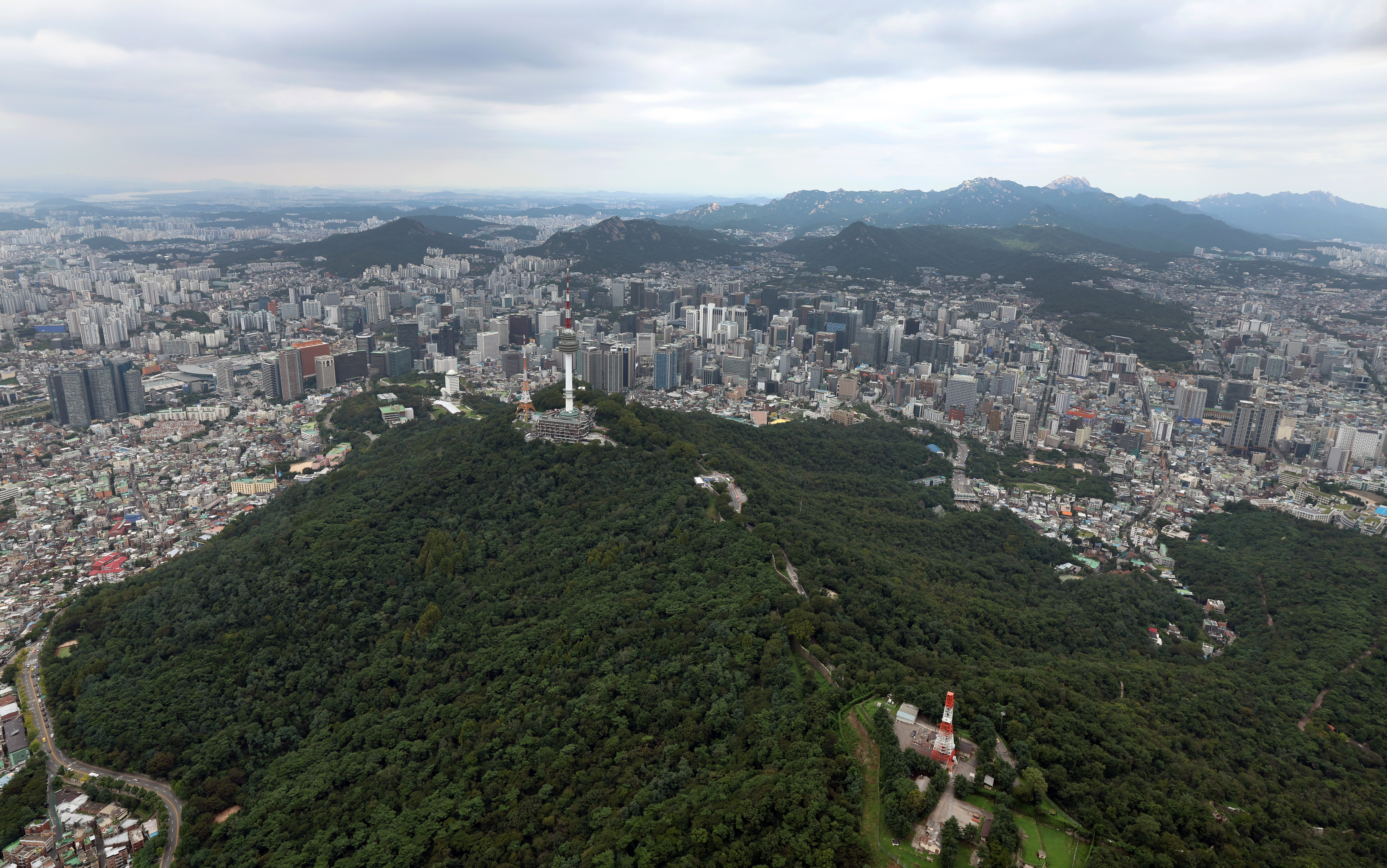
전경
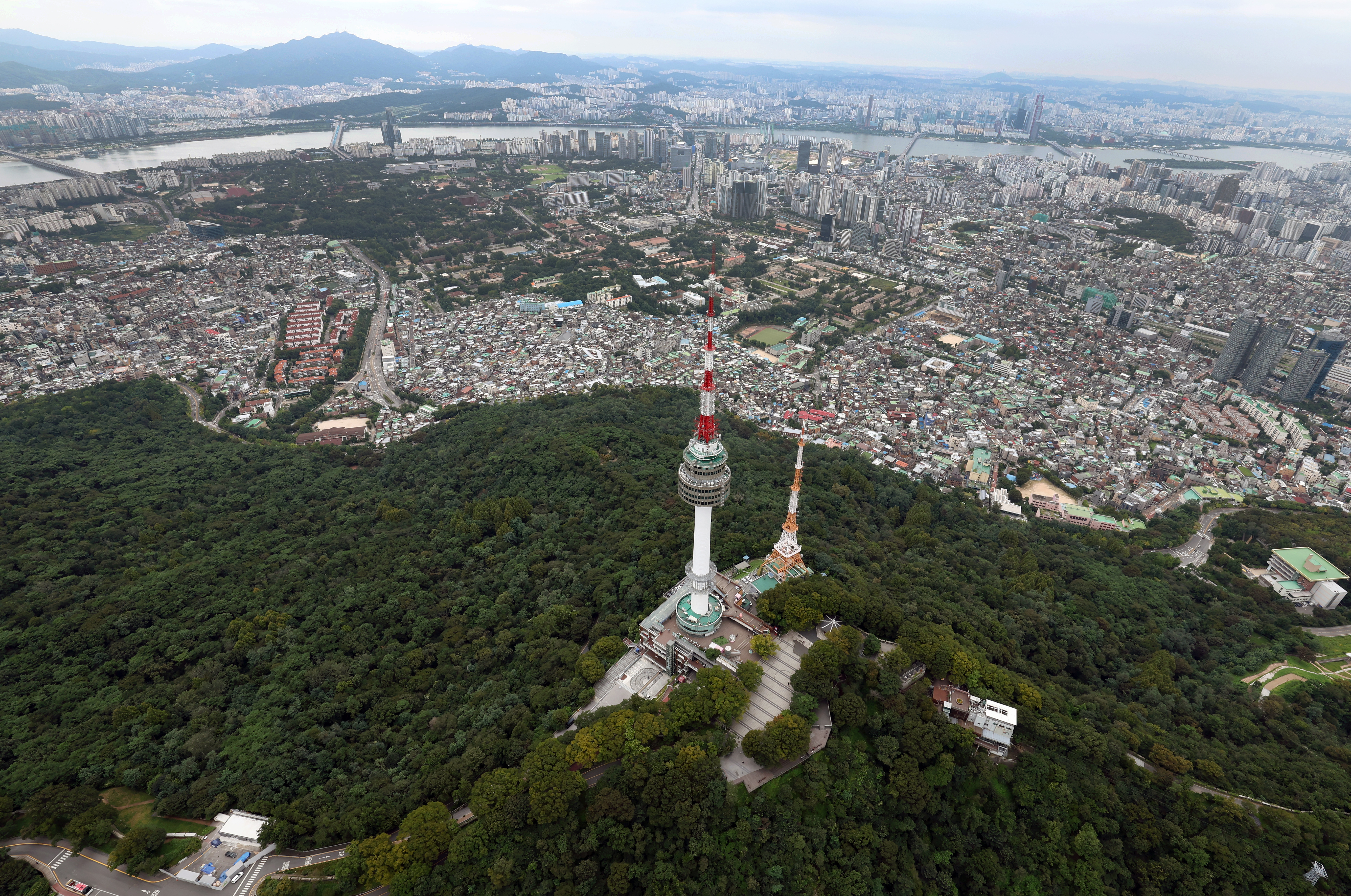
전경
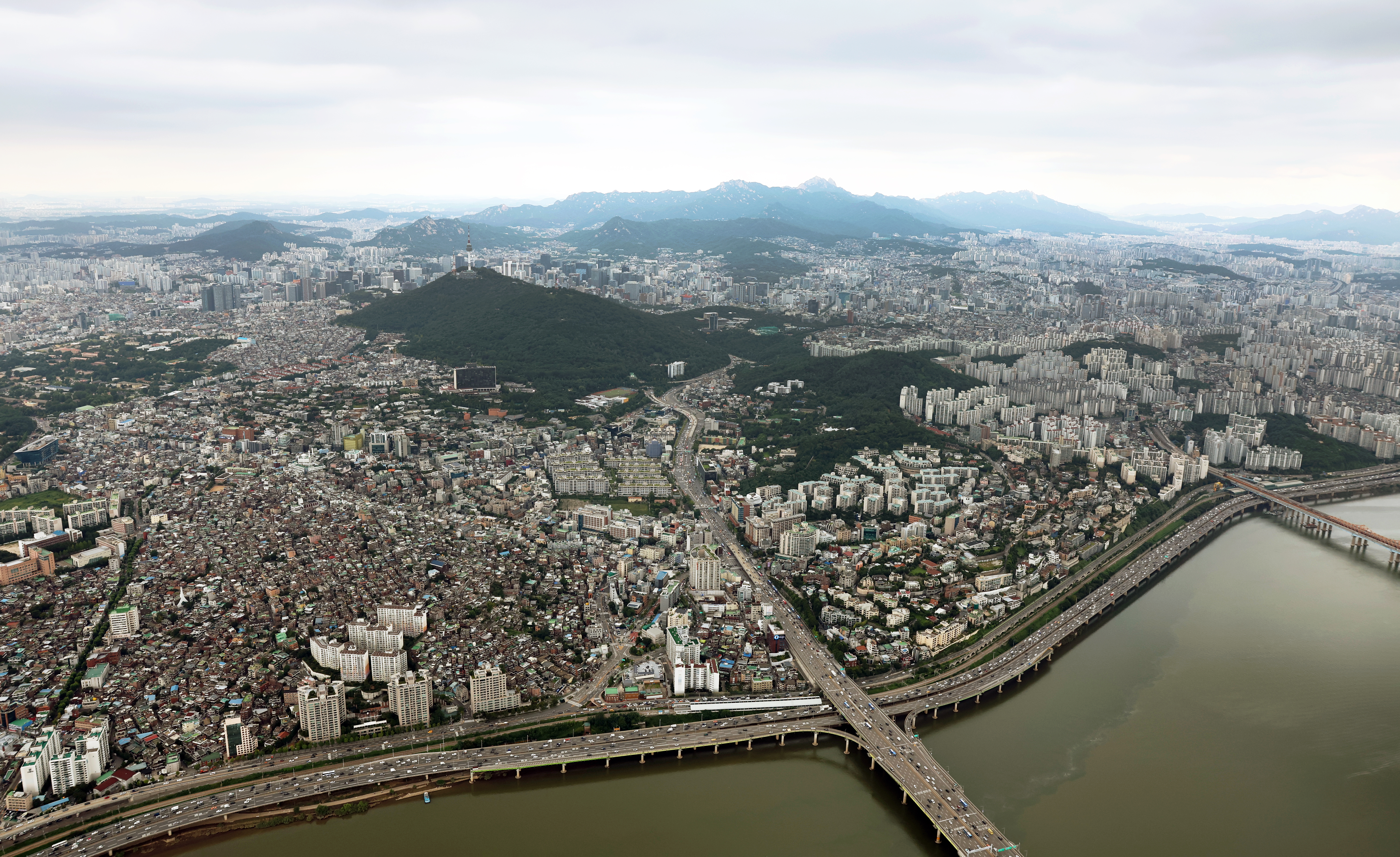
전경
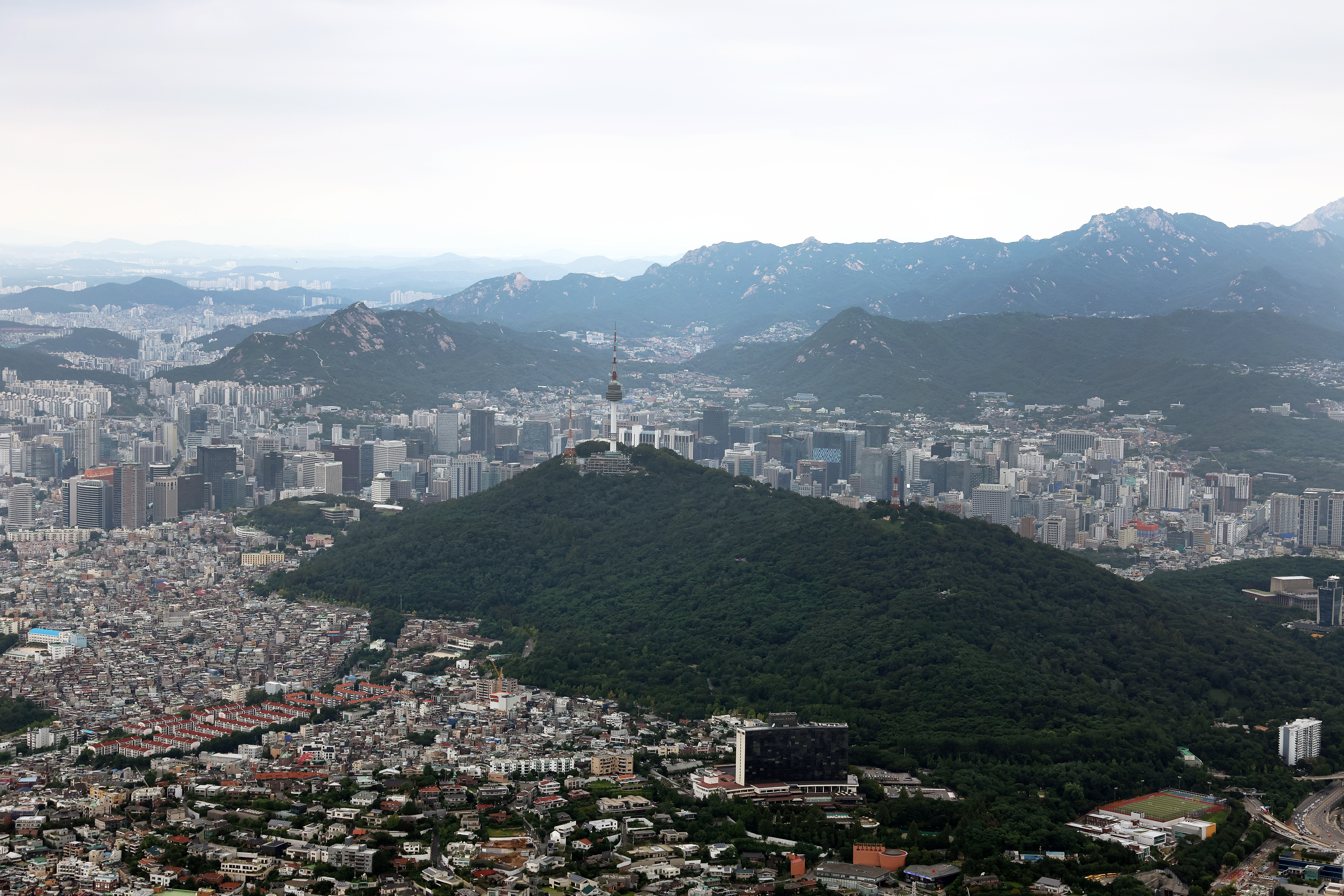
전경
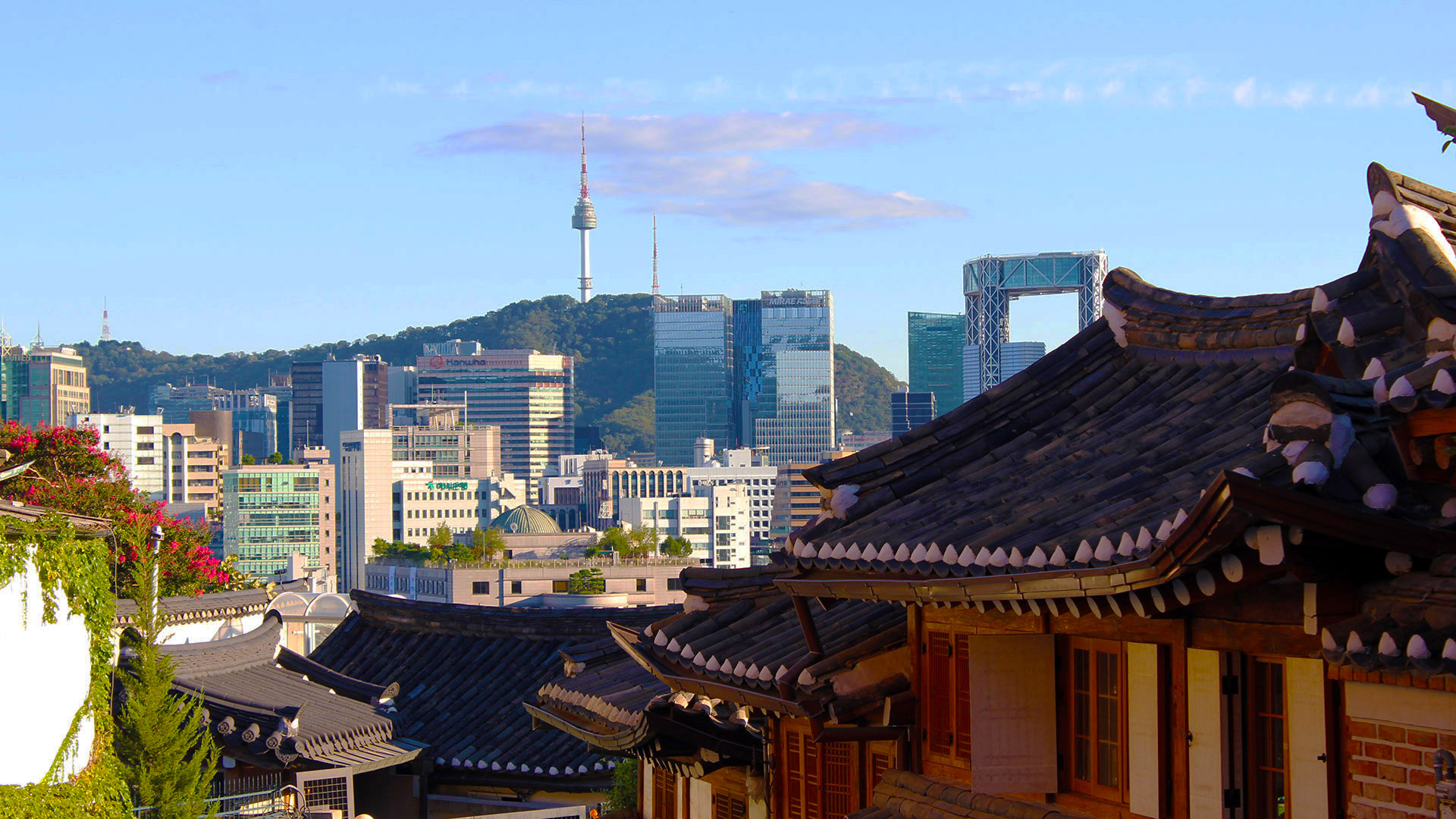
전경
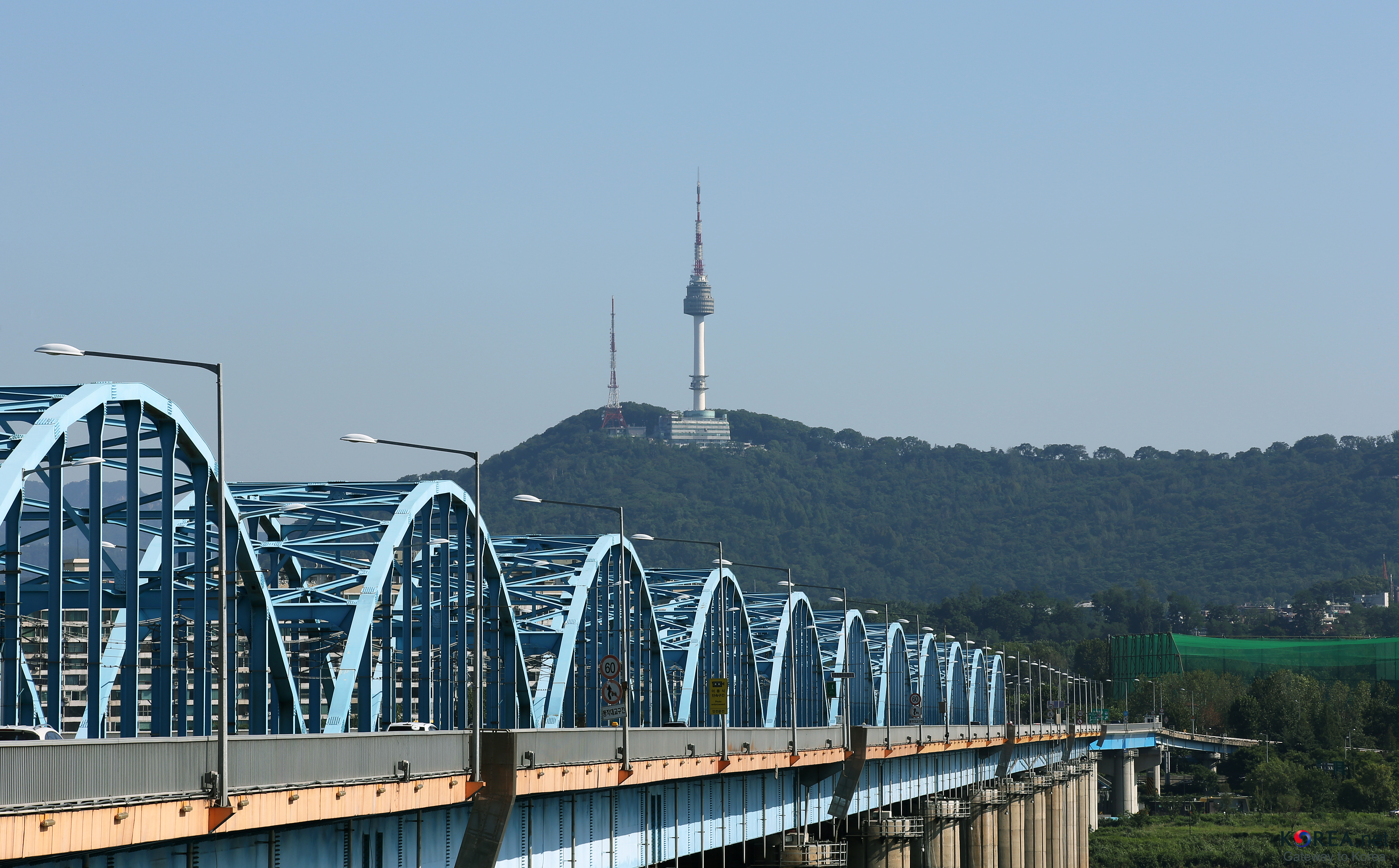
전경
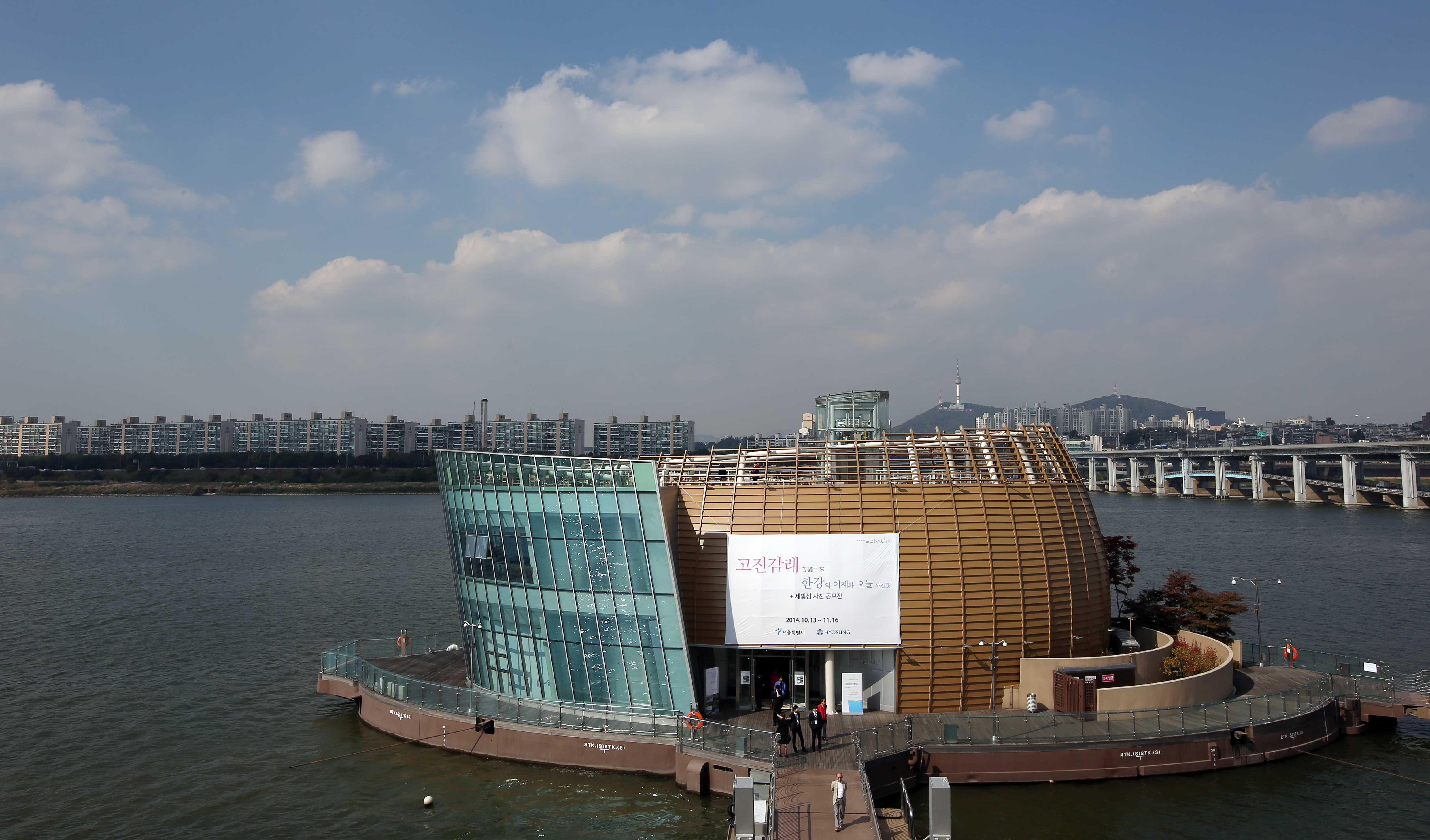
전경
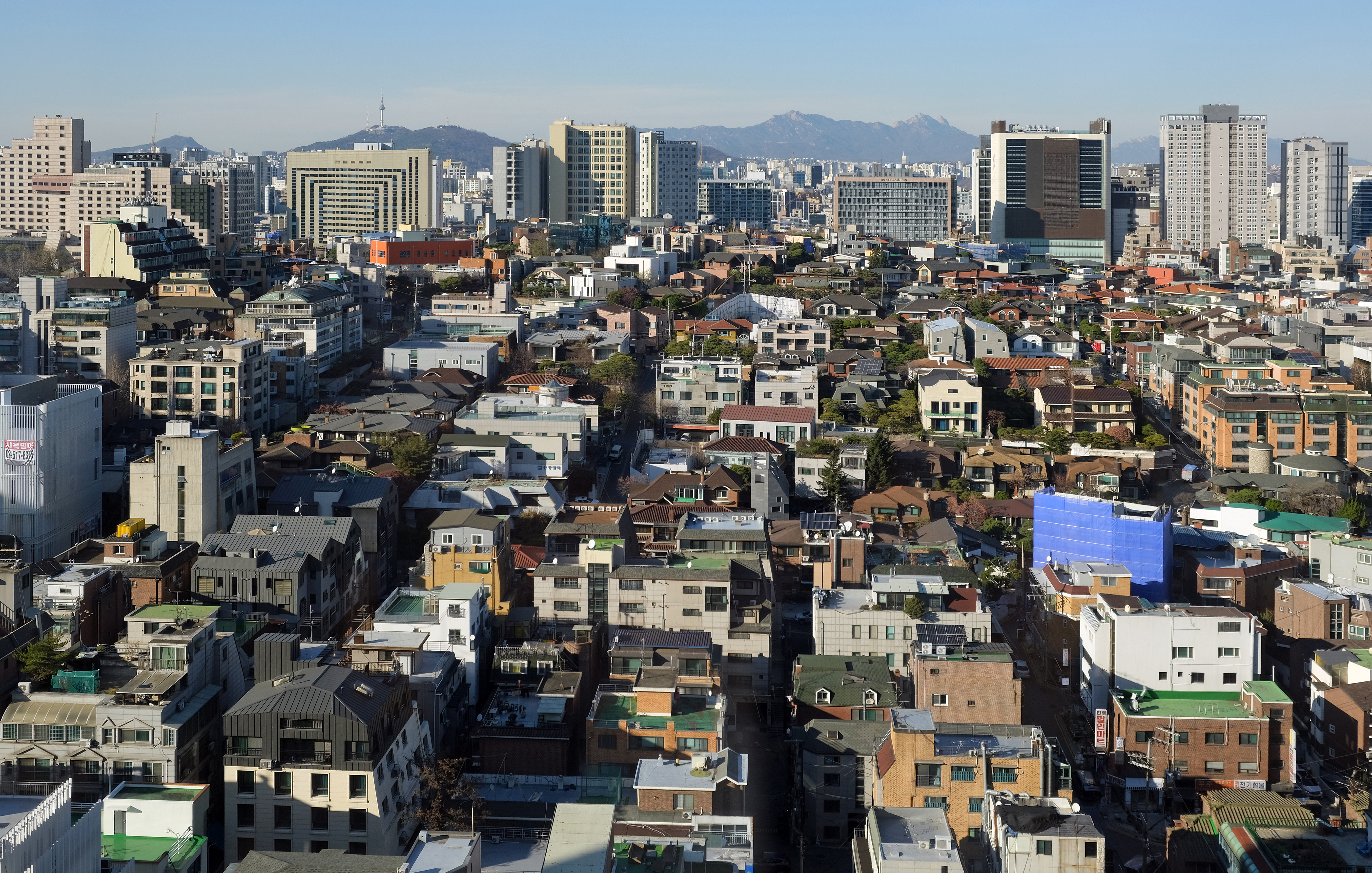
전경
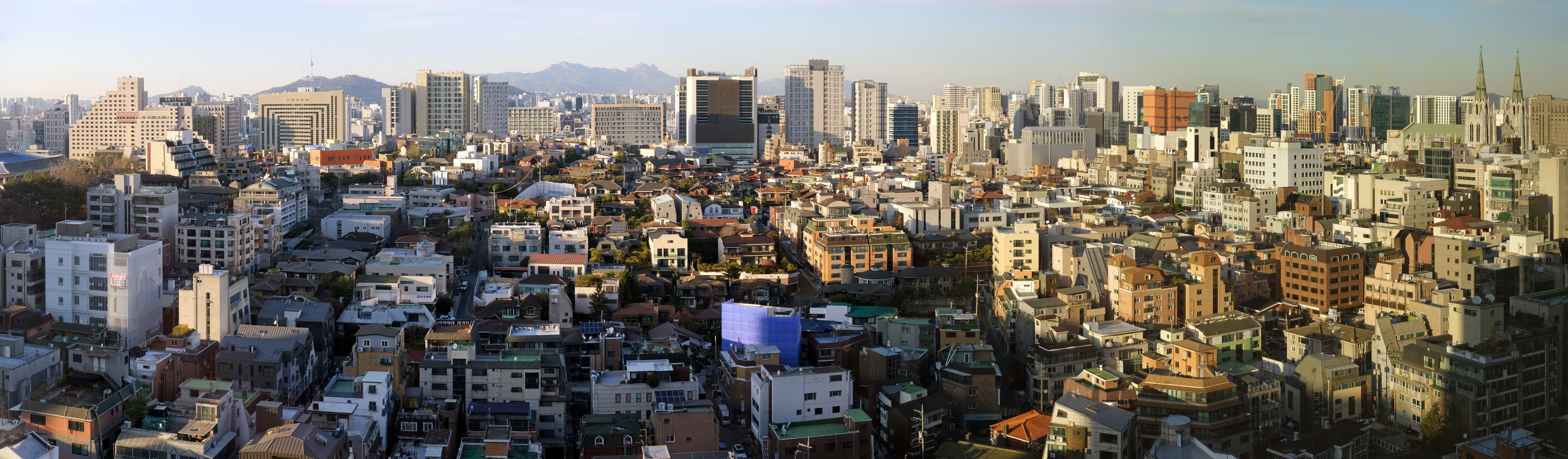
전경
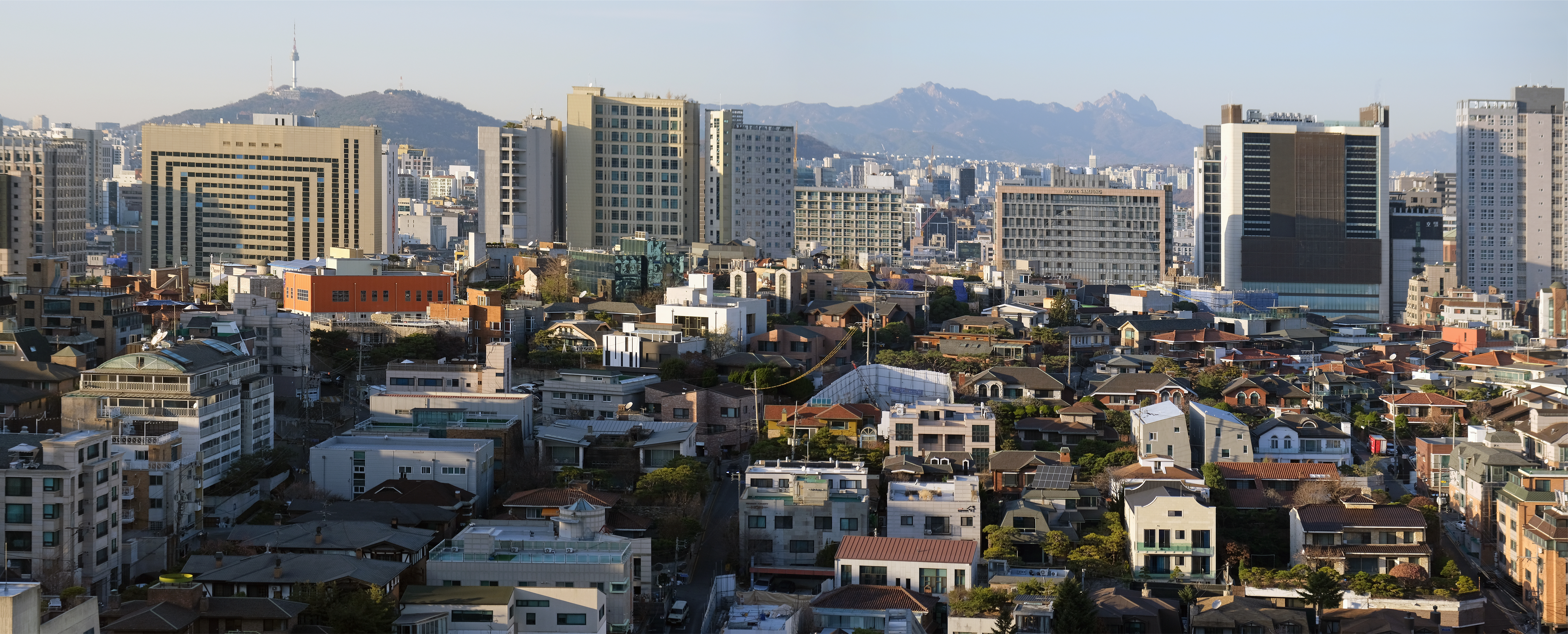
전경

### 야경

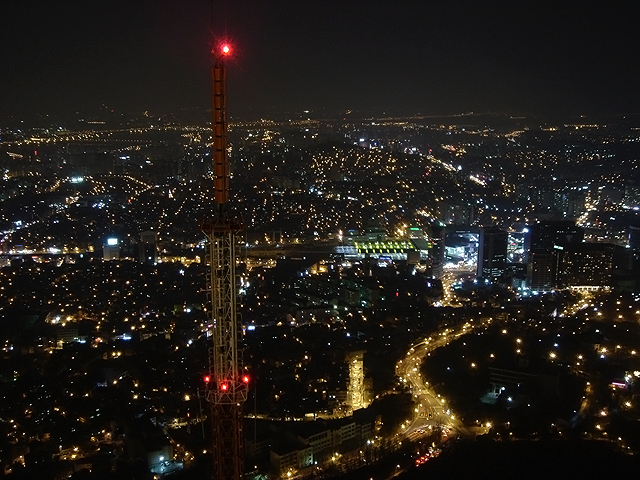
N서울타워에서 본 서울특별시
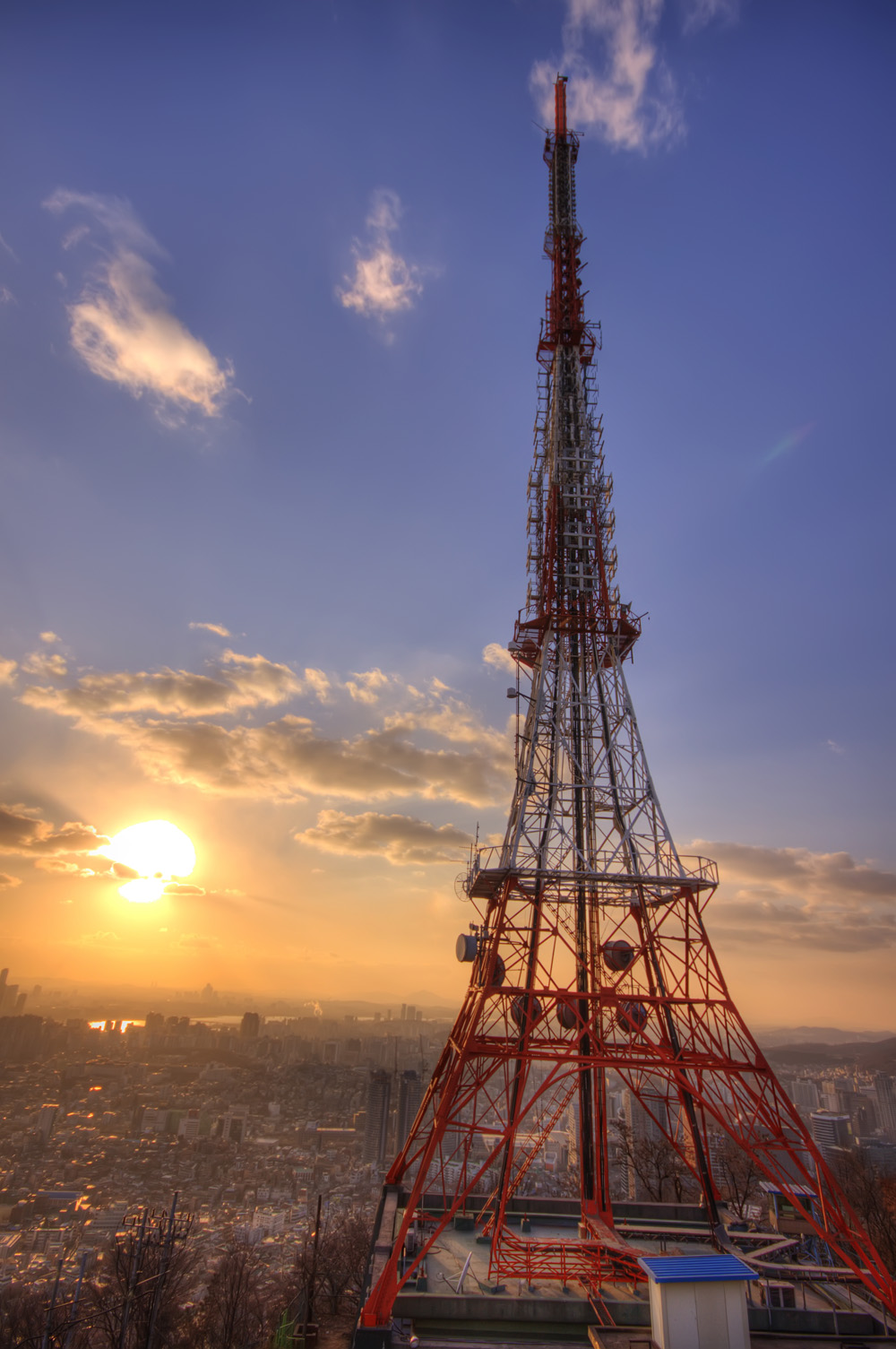
KBS철탑과 서울시
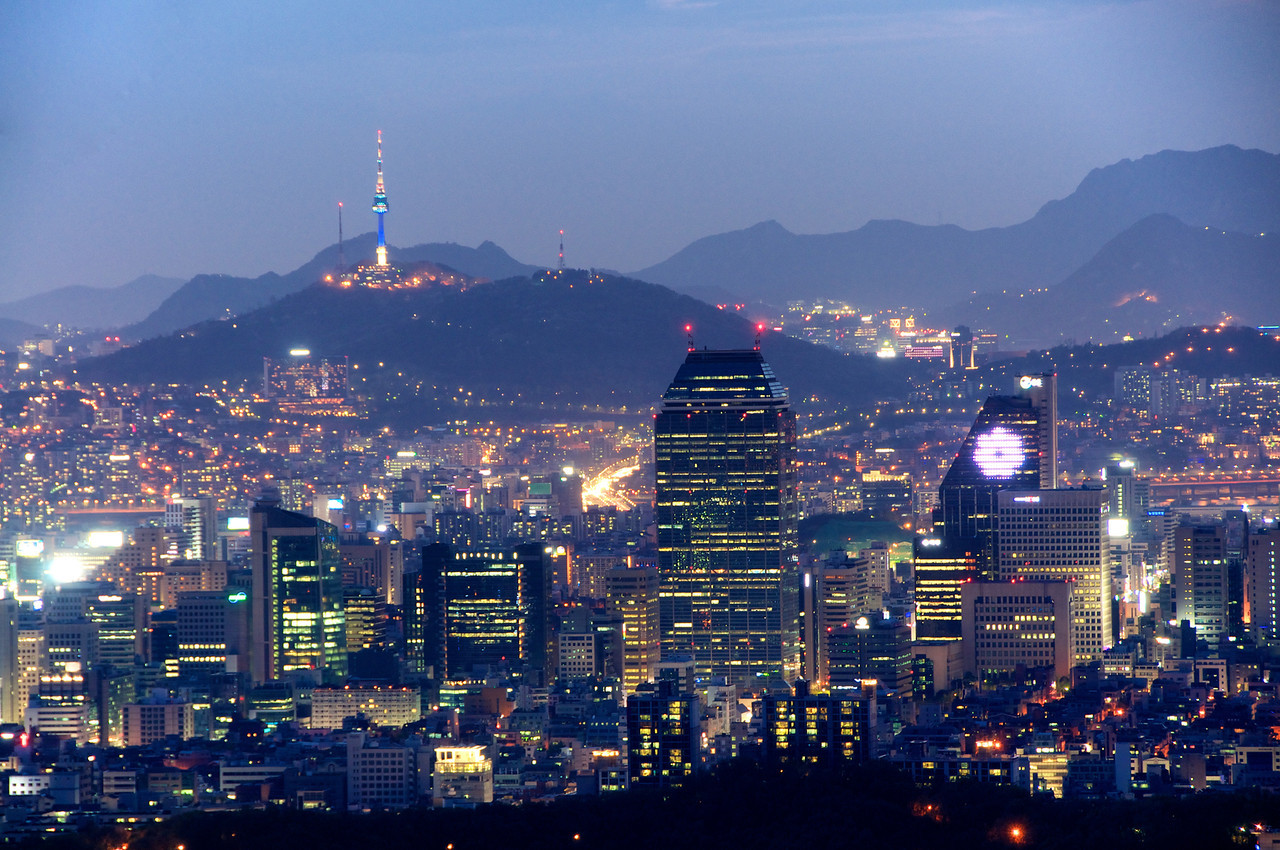
강남 파이낸스 센터
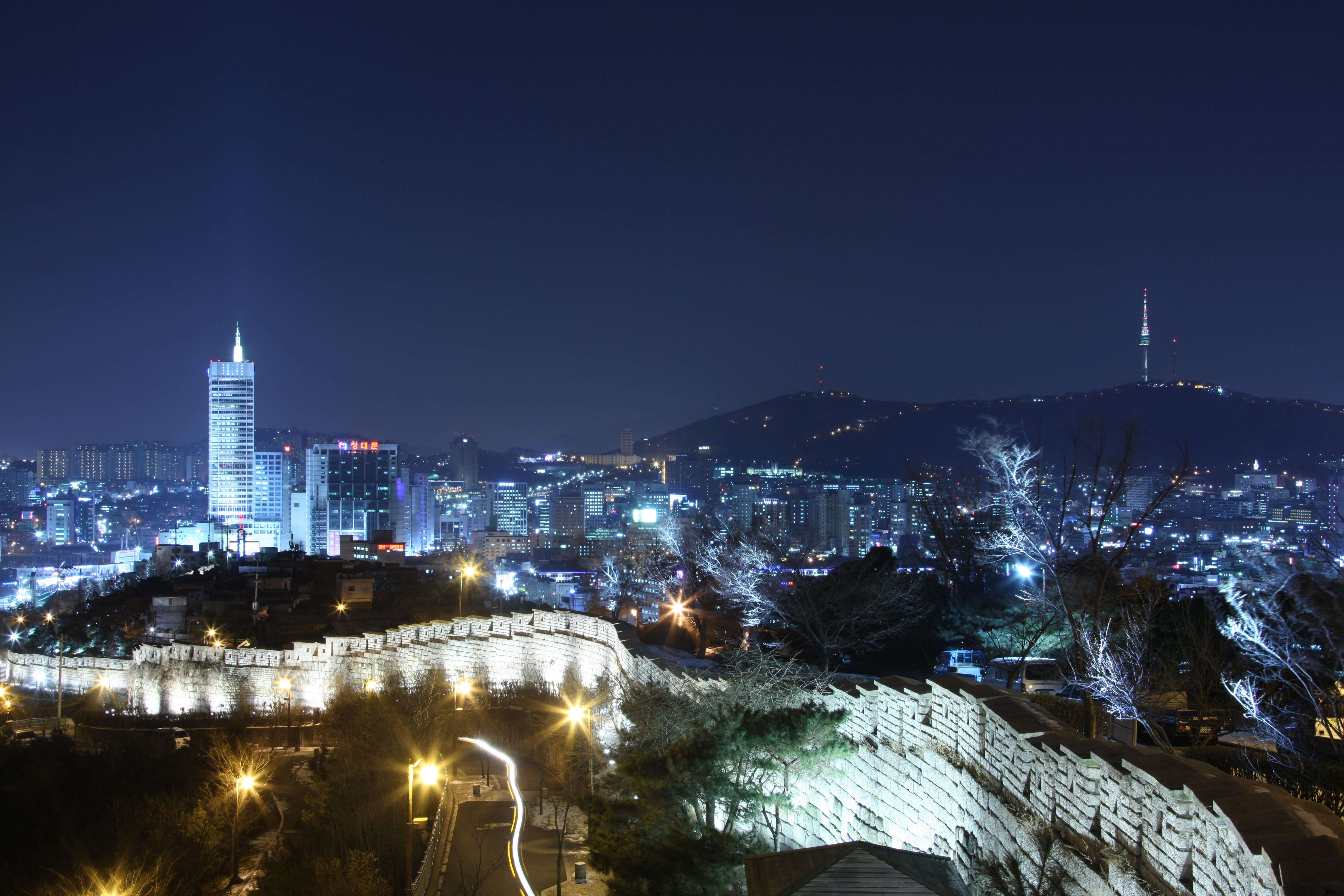
야경
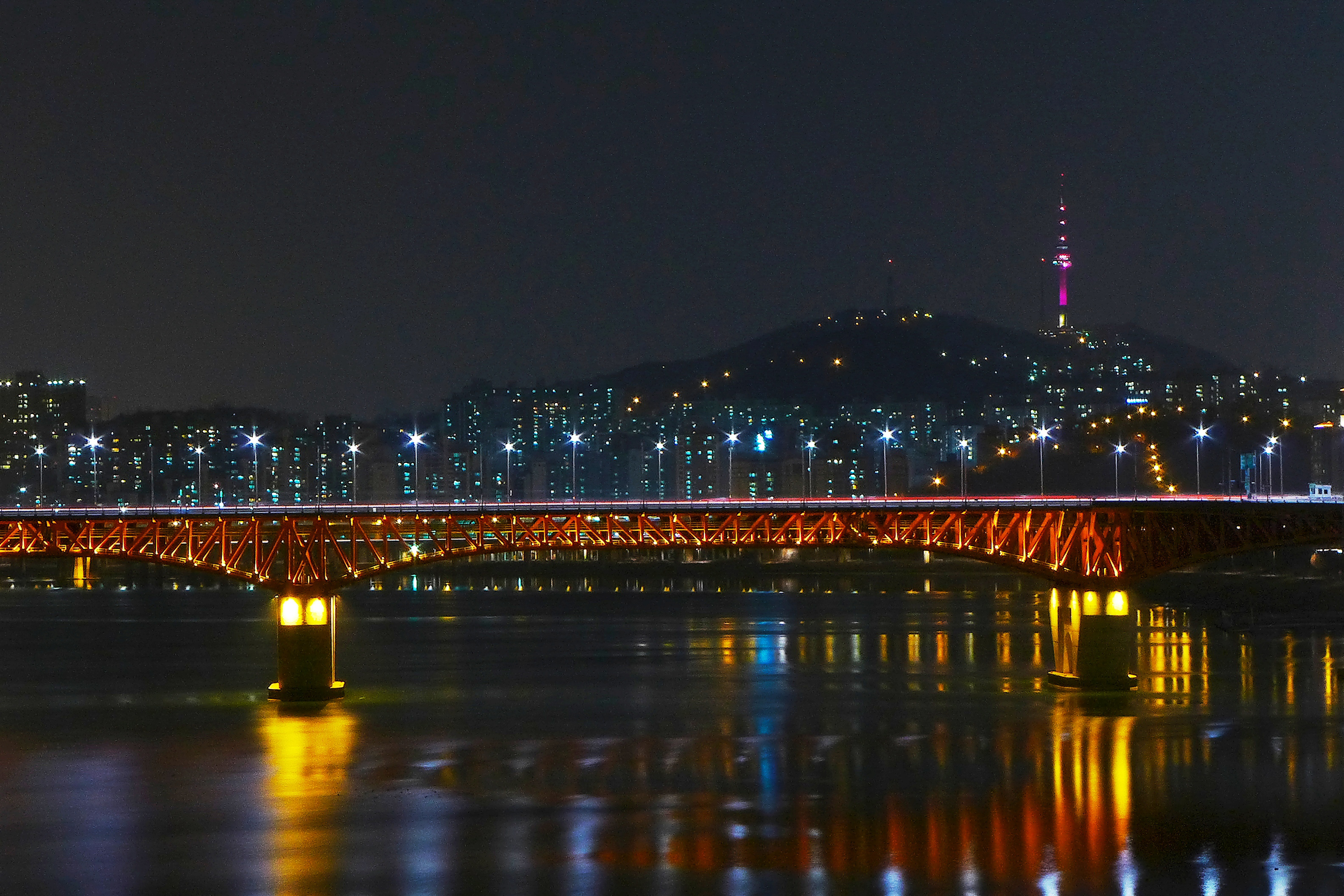
야경
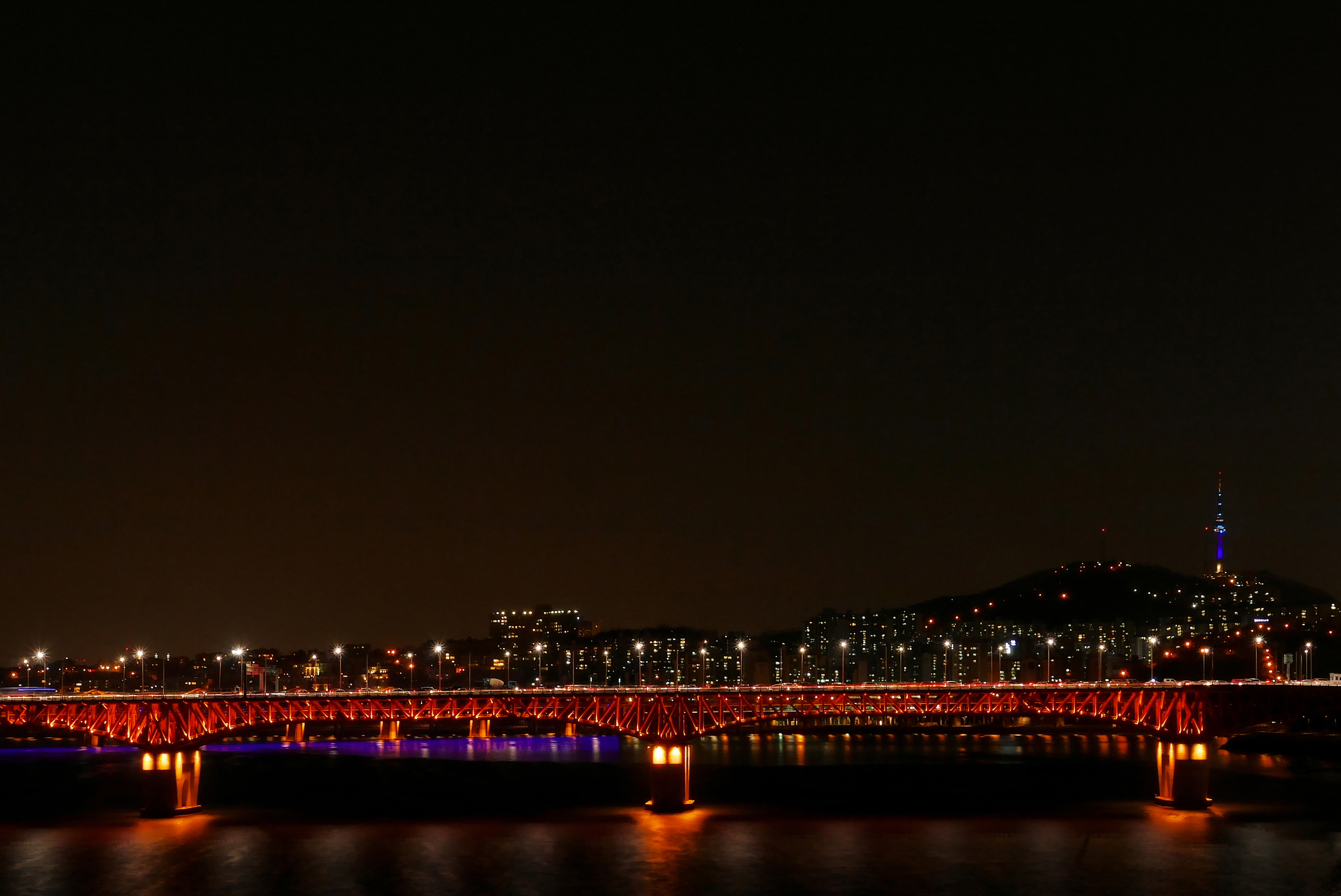
야경
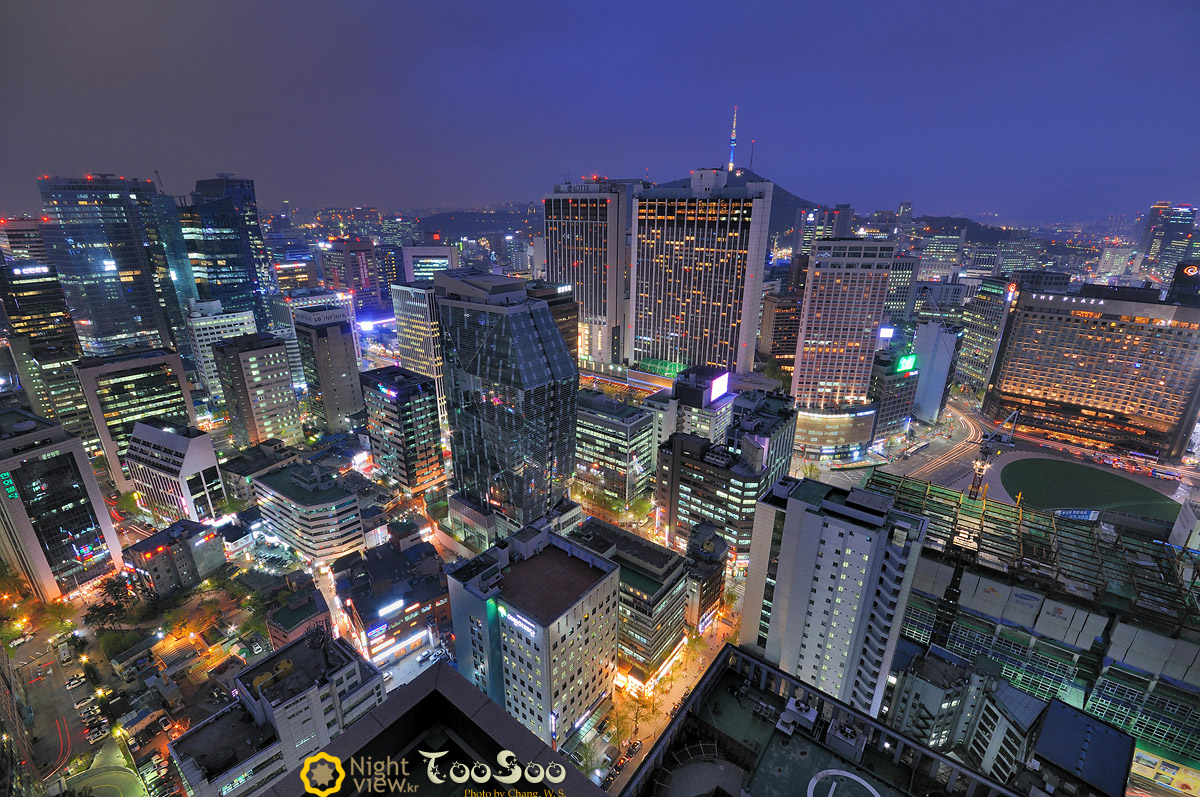
야경
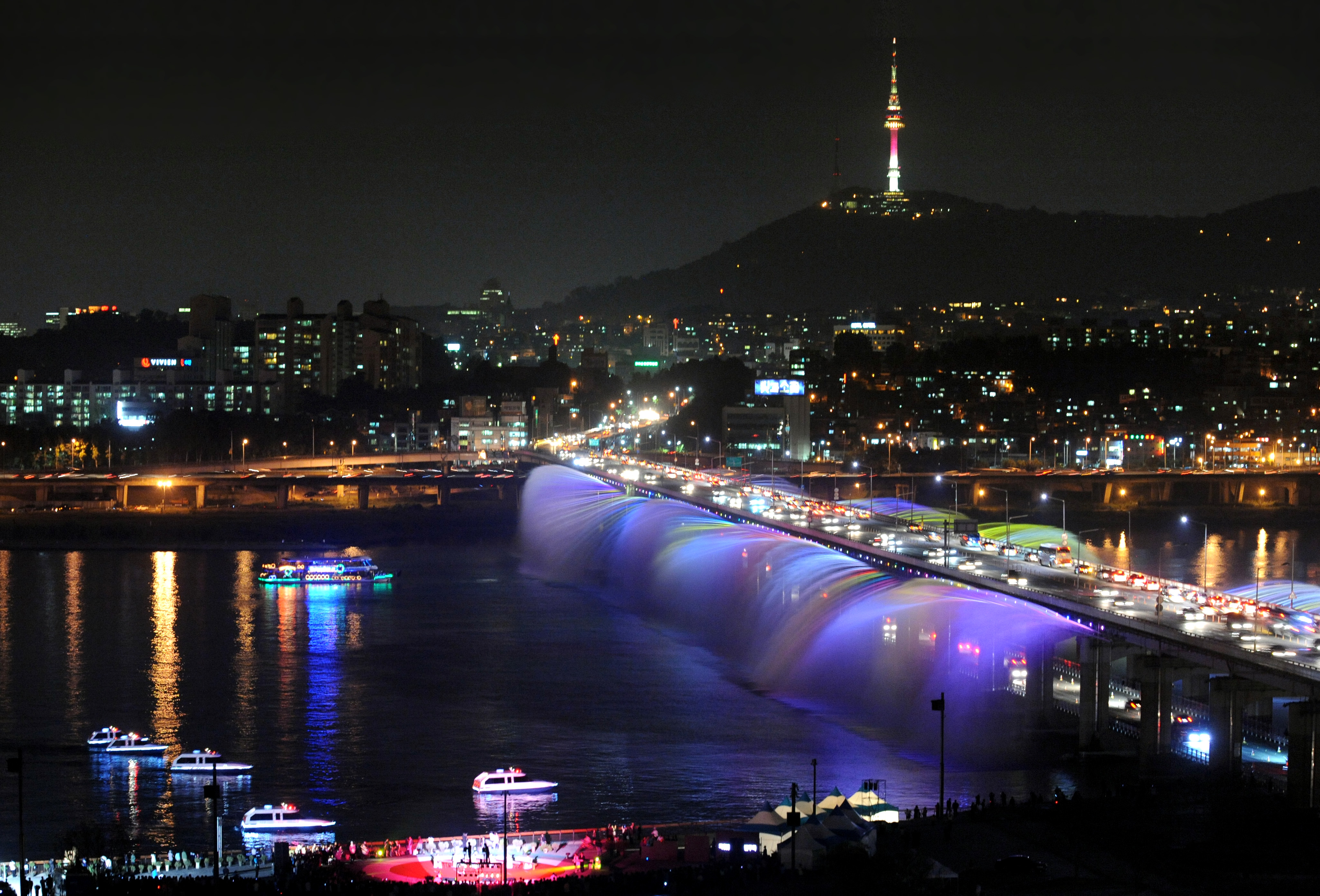
야경
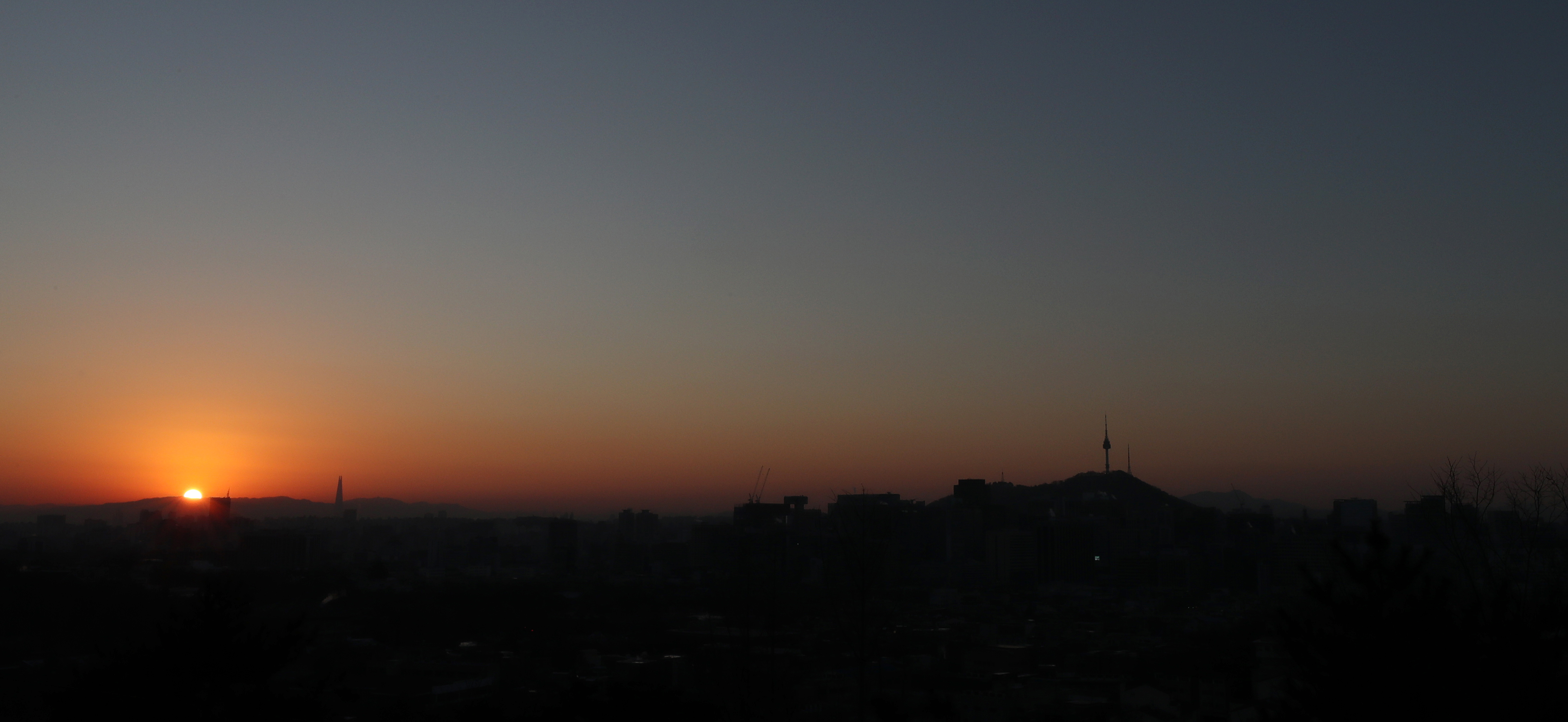
야경

## 교통
N서울타워는 2005년 말부터 자가용이나 트럭의 출입을 통제하고 있으며, 현장학습이나 단체관광을 위한 버스와 일부 노선버스 출입만 허용하고 있다. 남산 공원에 위치한 남산 케이블카나 산책길을 이용해 올라갈 수도 있다.

## 같이 보기
- 대한민국의 마천루 목록
- 서울특별시의 마천루 목록
- 서울 용산구의 마천루 목록
- 83타워
- 부산타워
- 양산타워
- 99강원국제관광엑스포상징탑
- 경주타워
- CN 타워